# Marc A. Mitscher
Marc Andrew « Pete » Mitscher, né le 26 janvier 1887 à Hillsboro (Wisconsin) et mort le 3 février 1947 à Norfolk (Virginie), est un amiral de la Marine des États-Unis, pendant la Seconde Guerre mondiale. Spécialiste de l'aéronautique navale, commandant du groupe aérien du porte-avions USS Saratoga à sa mise en service, il a été le premier à y effectuer un appontage. Premier commandant du porte-avions Hornet, il l'a commandé lors du raid sur Tokyo et à la bataille de Midway en 1942. Placé à la tête de la Force Opérationnelle des Porte-Avions Rapides (Fast Carrier Task Force) au début de 1944, il s'est illustré lors du bombardement de la grande base japonaise de Truk, puis lors des batailles décisives de la guerre du Pacifique, en mer des Philippines, et pour le golfe de Leyte, enfin devant Iwo Jima et Okinawa, en 1945.

## Carrière
Marc Andrew Mitscher, petit-fils d'un immigrant allemand, est né dans le Wisconsin, en 1887, mais sa famille s'installa en 1889 dans l'Oklahoma. Après une scolarité primaire et secondaire à Washington, il entre en 1904 à l'Académie navale d'Annapolis
. Il y reçoit le surnom de « Pete » et sa scolarité n'y est pas brillante, il doit obtenir l'autorisation de recommencer ses deux premières années, et il est finalement diplômé en 1910, classé 113e sur 131. Il a alors servi deux ans comme midship sur le croiseur cuirassé USS Colorado, et est nommé ensign en mars 1912. Il embarque en août 1913 sur le croiseur cuirassé USS California, qui protège les intérêts et les citoyens américains au Mexique, secoué par la révolution.

### Pionnier de l'Aéronautique navale

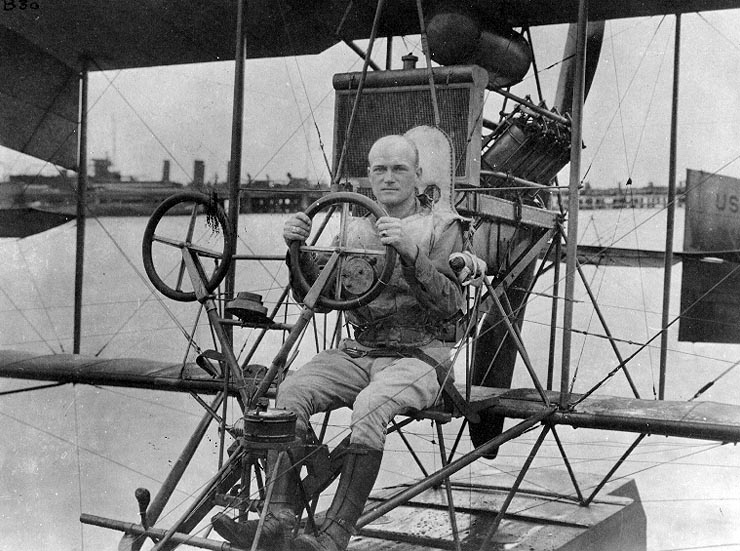
Le lieutenant (junior grade) Mitscher sur un hydravion de type A1, à Pensacola, en 1916.

Mitscher a très vite montré de l'intérêt pour l'aviation navale, alors qu'il servait sur l'USS Colorado, et sur les destroyers USS Whipple et USS Stewart, mais ce n'est qu'en 1915 qu'il est affecté à la Base Aéronavale de Pensacola en Floride (Naval Air Station Pensacola). Affecté au croiseur cuirassé USS North Carolina, il a été qualifié comme aviateur naval avec le no 33. Sur l'USS Huntington (ex USS West Virginia), il a mené des expérimentations de catapulte, et a effectué des escortes de convois pendant la guerre. Promu lieutenant, il a ensuite commandé la base aéronavale de Dinner Key à Miami (Naval Air Station Dinner Key (en)) où étaient formés les pilotes d'hydravions. Il a rejoint en février 1919, la section Aviation du Bureau du Chef des Opérations Navales, puis a commandé la 1re Division d'Hydravions.
En mai 1919, il a participé à un raid transatlantique, de New York (Long Island) à Lisbonne, avec escales à Terre-Neuve et aux Açores, sur trois hydravions Curtiss NC. Seul un des appareils, le NC-4, réussit ce qui a constitué la première traversée aérienne de l'Atlantique. L'appareil de Marc Mitscher (le NC-1) dût amerrir à proximité des Açores. Pour cette mission, Mitscher reçut la Navy Cross.

### Entre-deux-guerres
Après deux ans au sein des escadrilles de la Flotte du Pacifique à San Diego, Marc Mitscher fut promu, en juillet 1921, lieutenant commander. En mai 1922, il a été nommé commandant de la Base Aéronavale d'Anacostia (Naval Air Station Anacostia). Six mois plus tard, il a rejoint le nouveau Bureau de l'Aéronautique (BuAer) de l'U.S. Navy, dans une période de négociations ardues avec les tenants de la réunion de toutes les forces aériennes sous un commandement unique, comme le préconisait le général Billy Mitchell. Ce débat aboutit à la création en 1926 de l'United States Army Air Corps, tandis que l'aéronautique navale (en anglais : Naval aviation) restait rattachée à l'U.S. Navy.
En 1926, il est affecté à l'USS Langley, premier porte-avions de l'U.S. Navy, sur lequel auront été mises au point nombre de méthodes et de techniques de l'aéronautique navale américaine. Mitscher suit alors l'achèvement et la mise en service de l'USS Saratoga. En 1928, ayant le commandement du groupe aérien de ce porte-avions, il y effectue le premier appontage. C'est aussi l'époque où le porte-avions participe à de nombreux exercices de la Flotte qui montrent la force de frappe de l'aéronautique navale contre des installations à terre telles que le canal de Panama ou Pearl Harbor (mais la leçon ne sera pas écoutée), l'importance de la recherche des forces aéronavales adverses et la nécessité de s'en protéger réciproquement. Promu commander en 1929, Mitscher est nommé commandant-en-second de l'USS Langley. De 1932 à 1934, il exerce des fonctions d'officier d'état-major au Bureau de l'Aéronautique, puis il est nommé commandant-en-second de l'USS Saratoga. Promu captain, il est nommé commandant de l'USS Wright (AV-1), un bâtiment auxiliaire de soutien d'aviation, en même temps navire amiral de la 1re Brigade aérienne de patrouille (en) de la Force de Reconnaissance de la Flotte du Pacifique. À partir d'octobre 1939, et pour deux ans, il est l'assistant du chef du Bureau de l'Aéronautique de l'U.S. Navy, le contre-amiral Towers, qu'il connait bien.
Le dernier et le plus moderne porte-avions américain, l'USS Hornet, était en achèvement aux chantiers navals de Newport News. Le 20 octobre 1941, il est « armé pour essais », à la base navale de Norfolk, avec le captain Mitscher comme premier commandant.

### Seconde guerre mondiale

#### Comme commandant duHornet
L'USS Hornet (CV-8) était la troisième unité de la classe Yorktown, construite pour répondre au Hiryu, mis en service par le Japon, en juillet 1939, dès lors que les États-Unis n'étaient plus liés que par un tonnage maximal par unité de 23 000 tonnes, mais à un moment où n'avait pas encore été fait un choix définitif sur les caractéristiques du nouveau porte-avion, alors uniquement désigné comme CV-9, pour constituer le prototype d'une nouvelle classe de porte-avions d'escadre.

##### Le raid sur Tokyo (avril 1942)

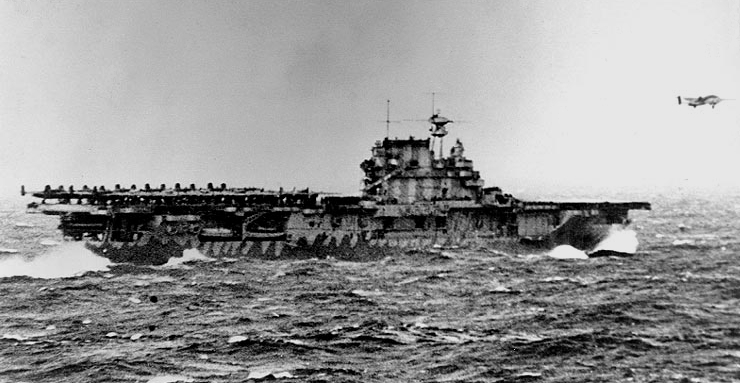
Pour décoller de l', Doolittle ne disposait que de 140 m sur l'avant du pont d'envol.

En janvier 1942, se fit jour, aux États-Unis, l'idée d'un raid sur le Japon, en représailles de l'attaque de Pearl Harbor, par des bombardiers de l'Armée, décollant d'un porte-avions, et qui iraient se poser en Chine. L'amiral King, Commandant-en-Chef de la Flotte des États-Unis s'y montra favorable, et le général Arnold, chef d'état-major des U.S. Army Air Forces, également.
En essais au large de Norfolk (Virginie), le 2 février 1942 , l'USS Hornet a pu faire décoller de son pont d'envol deux bombardiers moyens B-25 Mitchell. Le 4 mars, il a appareillé pour gagner la côte ouest par le Canal de Panama, et il est allé, à la base aéronavale d'Alameda, charger sur son pont d'envol seize B-25 des USAAF, et embarquer leurs équipages, sous le commandement du lieutenant-colonel Doolittle, le groupe aérien du porte-avions étant parqué, démonté dans le hangar. Reparti de San Francisco le 2 avril, il a rejoint, le 13, au nord d'Hawaï, l'USS Enterprise, qui portait la marque du vice-amiral Halsey et constituait, avec quatre croiseurs, la Task Force 16, qui devait lui servir d'escorte jusqu'à 600 nautiques des côtes japonaises. Le 18 avril, les bombardiers, conduits par Doolittle, ont décollé du porte-avions, malgré le mauvais temps (vent de 75 km/h, creux de 9 m), à 200 nautiques plus à l'est que prévu, pour ne pas prendre le risque d'être signalés, puis les bâtiments américains ont rebroussé chemin et sont rentrés à Pearl Harbor, le 25 avril, en ayant échappé aux forces aéronavales lancées à leur poursuite, notamment celles revenant du raid japonais sur Ceylan. La TF 16 est repartie, dès le 30 avril, pour rejoindre les forces qui avaient été envoyées en mer de Corail, mais elles sont arrivées trop tard pour prendre part à la bataille.

##### La bataille de Midway (4-6 juin 1942)
Un mois plus tard, le 27 mai, les USS Enterprise et Hornet de la TF 16, aux ordres du contre-amiral Spruance, remplaçant le vice-amiral Halsey, hospitalisé pour maladie, ont appareillé de Pearl Harbor. Du décryptage de messages japonais, l'amiral Nimitz avait acquis la conviction qu'une attaque contre l'atoll de Midway était imminente. Il avait donc décidé d'envoyer ses porte-avions à 450 nautiques au nord-est de Midway, et la TF 17, aux ordres du contre-amiral Fletcher, a suivi le 30 mai, dès que l'USS Yorktown a été en situation de reprendre la mer, après la réparation des dégâts qu'il avait subis à la bataille de la mer de Corail. Des reconnaissances aériennes ont repéré une force navale importante, le 3 juin, à 700 nautiques à l'ouest de Midway, que l'aviation américaine basée à Midway est allée attaquer, sans résultats notables.

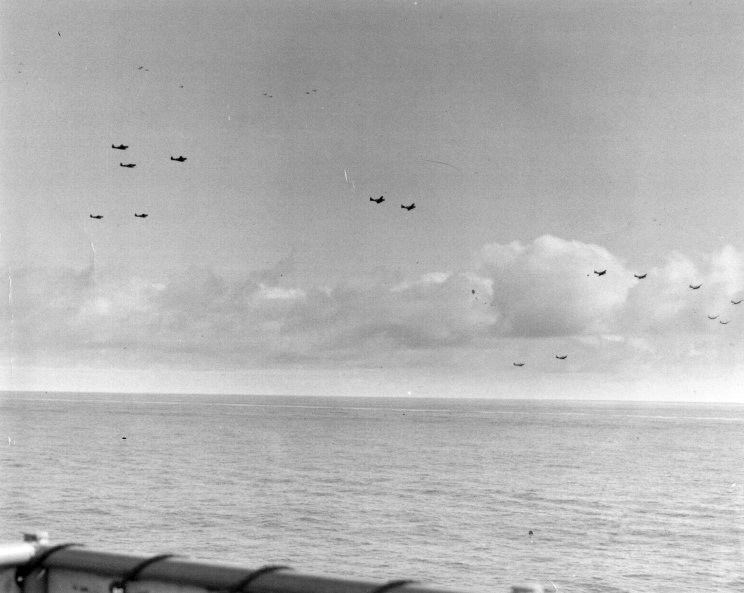
Les 15 "Devastators" de l'escadrille VT-8 s'éloignent de l'USS Hornet. Le 4 juin 1942, aucun ne reviendra.

Le 4 juin vers 6 h du matin, ce sont deux porte-avions japonais qui ont été signalés à 330 km au nord-est de Midway. Le contre-amiral Fletcher a donc demandé au contre-amiral Spruance de les attaquer dès que possible. Toutefois, il a souhaité garder les escadrilles de l'USS Yorktown en réserve, car il pensait que d'autres porte-avions japonais pouvaient être à la mer. Comme les équipages de la TF 16 n'avaient pas l'expérience du combat aéronaval que l'USS Yorktown avait acquise en mer de Corail, les premières escadrilles des USS Enterprise et Hornet n'ont décollé que vers 7 h, celles de l'USS Yorktown ont finalement décollé vers 8 h.

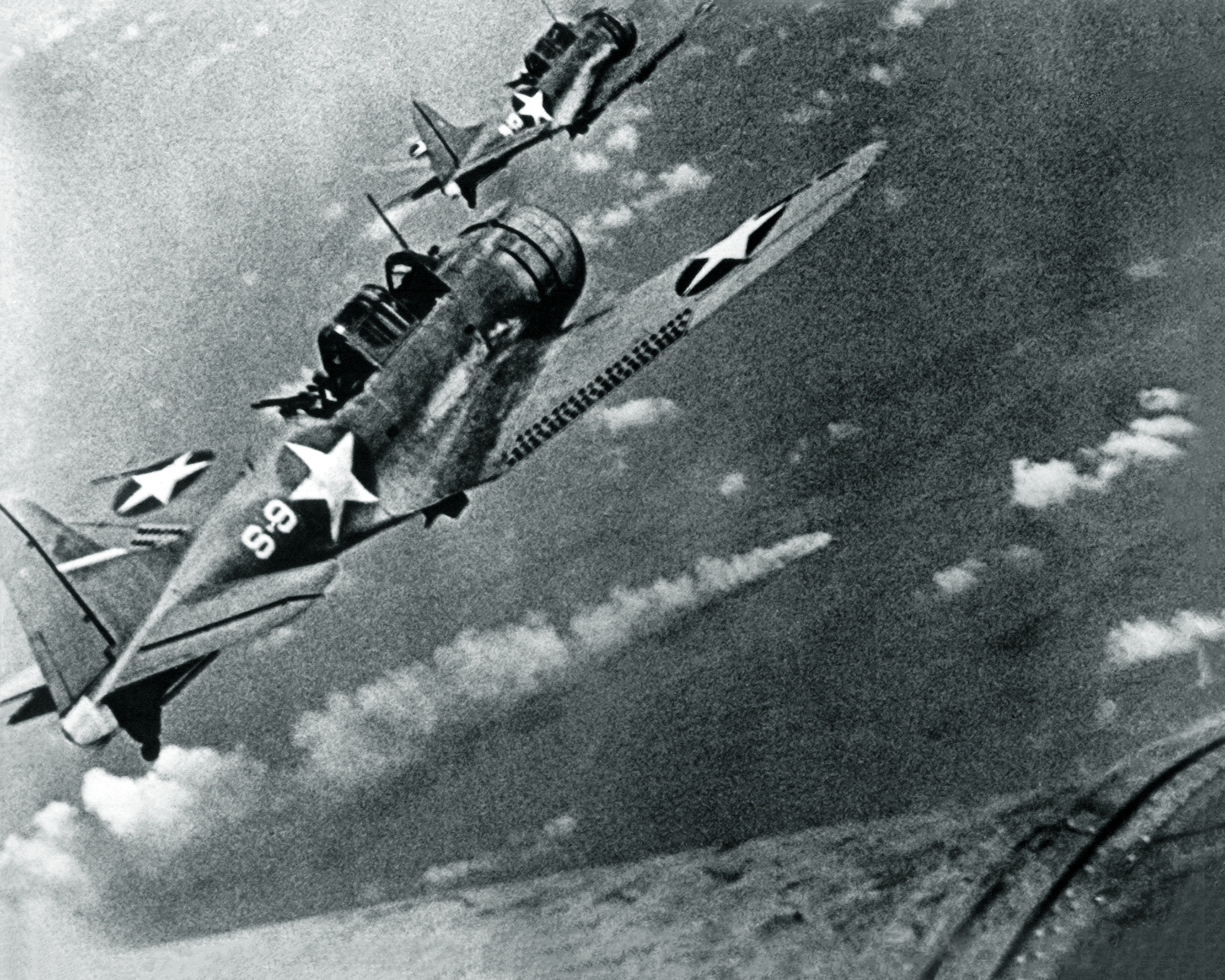
Des “Dauntless” de l'USS Hornet vont piquer sur le Mikuma qui brule, le 6 juin 1942

La recherche des forces japonaises s'est faite dans des conditions assez calamiteuses : sur l'USS Hornet, le lieutenant commander John C. Waldron, commandant l'escadrille des bombardiers-torpilleurs VT-8, en désaccord avec le commandant du groupe aérien et avec le captain Mitscher, sur le cap à suivre pour trouver les porte-avions japonais,, choisit de suivre la route qu'il jugeait (et était) la bonne, mais cette attaque effectuée sans chasseurs d'escorte aboutit à la perte des 15 “Devastators” de l'escadrille VT-8. Bien que sans résultats en termes de dégâts portés, cette attaque et celle, aussi inefficace, des avions torpilleurs de l'USS Enterprise, a amené la chasse embarquée japonaise à opérer à basse altitude et au nord-est des porte-avions japonais, ce qui a facilité, peu après, l'approche, à haute altitude et par le sud, des escadrilles de bombardiers-en-piqué VS-6 et VB-6 de l'USS Enterprise qui ont mis hors de combat le Kaga et l'Akagi, et l'approche par l'est de l'escadrille VB-3 de l'USS Yorktown qui a mis hors de combat le Sôryû. Mais au total, pour l'USS Hornet le matin du 4 juin, seule l'escadrille VT-8 a réussi à atteindre les bâtiments japonais, les autres escadrilles n'y sont pas parvenues, et 50 % des appareils ont été perdus, notamment en se retrouvant à court de carburant, et obligés d'amerrir.
Dans l'après-midi du 4 juin, l'aviation embarquée de l'USS Hornet a participé à la mise hors de combat du porte-avions Hiryū, qui avait auparavant si gravement endommagé l'USS Yorktown qu'il a fallu l'abandonner.
Le 5 juin, au sein de la 7e Division de Croiseurs japonais, que commandait le vice-amiral Kurita, et qui avait été lancée en avant-garde contre Midway, deux croiseurs se sont abordés à la suite d'une fausse manœuvre, et très ralentis, ont fait route vers l'atoll de Wake. D'abord attaqués sans résultats par de l'aviation basée à Midway, le Mogami a été très gravement endommagé et le Mikuma coulé par l'aviation embarquée de la TF 16, le lendemain 6 juin.

#### Commandements à terre dans le Pacifique (1942-1943)
La bataille de Midway a été incontestablement une victoire américaine, mais l'action de l'USS Hornet n'a pas correspondu aux attentes de Marc Mitscher, ni du contre-amiral Spruance, ou de l'amiral King. À la suite de la nomination du contre-amiral Spruance comme chef d'état-major du Commandant-en-Chef de la Flotte du Pacifique, le commandement de la Task Force 16 est passé au contre-amiral Kinkaid, mais c'est le contre-amiral Murray, qui commandait jusqu'alors l'USS Enterprise, qui a reçu, courant juillet, le commandement de la Task Force 17, alors qu'il avait été promu contre-amiral quelques jours après Marc Mitscher,, à la fin juin 1942. Celui-ci ne reçut pas de commandement à la mer, comme il l'aurait souhaité, mais celui de la 2e Brigade aérienne de patrouille (en), basée à Hawaï.
En décembre 1942, il prit le Commandement des forces aériennes de la Flotte (en anglais : Fleet Air Command), à Nouméa, où il retrouve l'amiral Halsey, alors Commandant-en-Chef de la Zone du Pacifique Sud. Il regagne l'estime de l'amiral Nimitz, et reçoit, en avril 1943, le Commandement des Forces aériennes des Îles Salomons (COMAIRSOLS). Sous son commandement ce sont 2 000 tonnes de bombes qui ont été larguées et 500 appareils japonais qui ont été abattus, parmi lesquels celui de l'amiral Yamamoto (le contre-amiral Mitscher avait personnellement assisté au départ des “P-38” qui allaient participer à cette mission, un an, jour pour jour, après le raid de Doolittle). Dans les conditions difficiles de cette campagne de 1943, le contre-amiral Mitscher a su instiller un état d'esprit combattif à tous ses subordonnés, qu'ils appartinssent aux U.S.A.A.F., à l'U.S. Navy, ou à l'U.S. Marine Corps, qu'ils fussent américains ou néo-zélandais. La conduite de cette bataille aérienne fut, selon « Pete » Mitscher, sa mission la plus dure de la guerre, et pour laquelle il a reçu la Navy Distinguished Service Medal.
En août 1943,il rentre aux États-Unis comme Commandant des forces aériennes de la Flotte pour la Côte Ouest, mais nombre de ses collègues doutent qu'il retrouve jamais un commandement à la mer. Il écrit alors au vice-amiral Towers, alors Adjoint Air du Chef des Opérations Navales : « Cher John, je me sens très bien maintenant. Quand est-ce que je sors d'ici ? » Il a bientôt été appelé à prendre le commandement de la 3e Division de Porte-avions au sein de la Flotte du Pacifique central.

#### À la tête des porte-avions rapides (1944-1945)

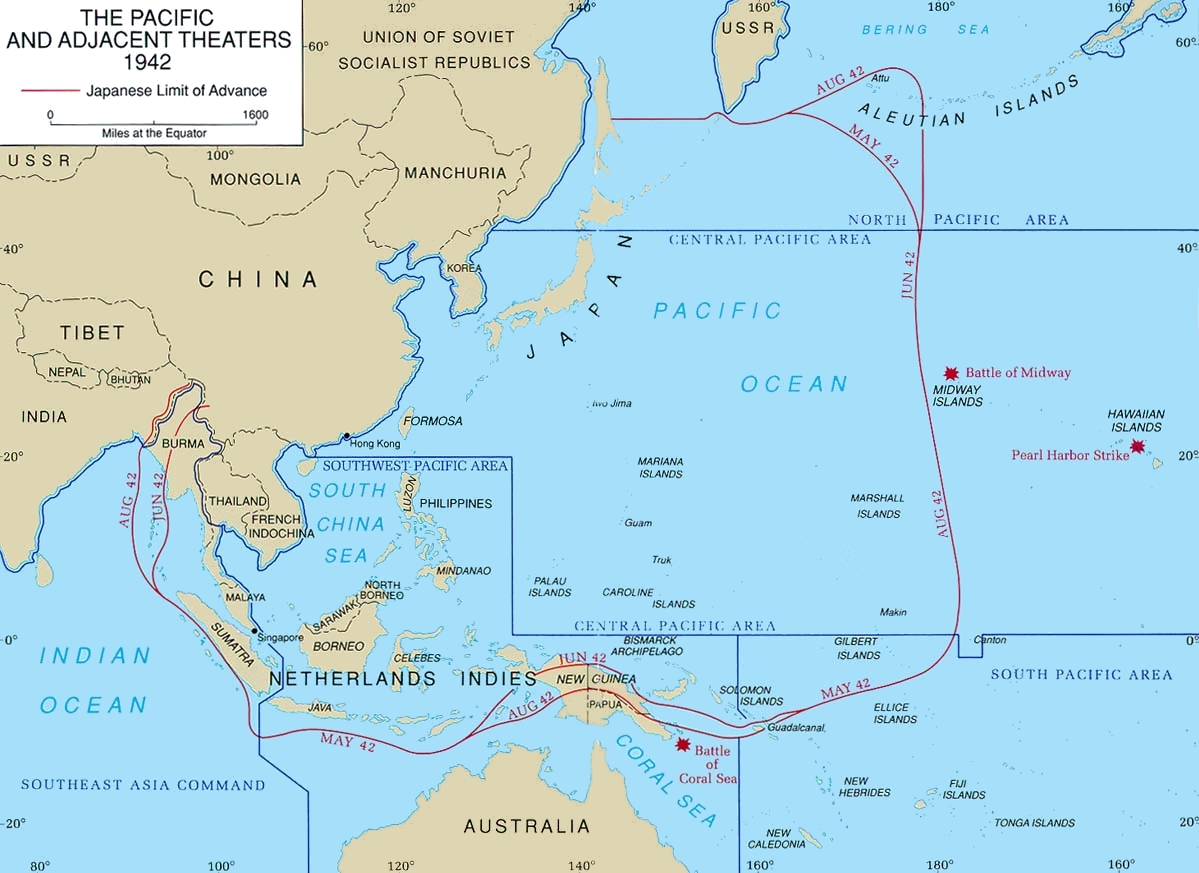
Carte des commandements alliés dans la guerre du Pacifique

En juillet 1943, l'amiral King avait ordonné à l'amiral Nimitz de commencer à préparer l'offensive dans le Pacifique central. En août, le vice-amiral Spruance a été nommé à la tête de la Force du Pacifique Central, c'est-à-dire des forces navales opérant dans la zone du Pacifique dont l'amiral Nimitz n'avait pas délégué le commandement-en-chef.
De nouveaux porte-avions rapides ont rallié la flotte américaine du Pacifique à partir de la mi-1943, l'USS Essex en mai, les USS Independence et Yorktown en juillet. Ils ont constitué la Task Force 15, à la tête de laquelle a été placé le contre-amiral Pownall, et ils ont effectué, avec le cuirassé USS Indiana, un raid sur l'île Marcus, le 31 août. Avec l'arrivée des USS Lexington, Princeton et Belleau Wood, une nouvelle Task Force 50, toujours aux ordres du contre-amiral Pownall, a poursuivi en septembre, les opérations contre les îles Gilbert, premier objectif de l'offensive de l'U.S. Navy, dans le Pacifique central.
Au début novembre, dans la Zone du Pacifique sud, la campagne des îles Salomon allait s'achever par l'attaque de l'île de Bougainville, aux ordres de l'amiral Halsey. À la suite de la bataille de la baie de l'Impératrice Augusta, l'amiral Koga,Commandant-en-Chef de la Flotte Combinée, a décidé d'envoyer de Truk sept croiseurs lourds en renfort. Les porte-avions rapides américains, le 5 novembre, les ont attaqués à Rabaul, malgré les redoutables défenses antiaériennes de cette base, et en ont endommagé quatre. Rabaul n'a plus ensuite de rôle opérationnel notable, jusqu'à la fin de la guerre.
Quinze jours plus tard, s'est déclenchée l'attaque des îles Gilbert (Opération Galvanic), mais malgré l'importance des moyens aéronavals,,, et de la préparation d'artillerie, les pertes américaines ont été très élevées, notamment à Tarawa. Le contre-amiral Pownall a été taxé de manque d'agressivité.

##### Comme commandant de la Task Force 58
Le 1er janvier 1944, le contre-amiral Mitscher a été placé à la tête de la 3e Division de Porte-avions (Car Div3), c'est-à-dire des USS Yorktown et Lexington, et chargé de la coordination tactique opérationnelle de la Task Force 50 qui a été rebaptisée Task Force 58, le 6 janvier 1944.

###### Le débarquement sur les îles Marshall et le bombardement de Truk (février 1944)

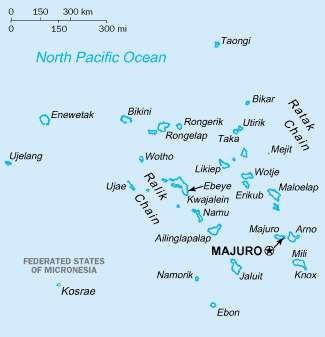
Carte des îles Marshall

Lorsque le contre-amiral Mitscher prend son commandement, la conviction de tous les états-majors était que les forces aéronavales pouvaient mener des raids victorieux (l'attaque de Pearl Harbor en était la preuve), mais ne pouvaient venir à bout d'une puissante aviation basée à terre, ce qui s'était encore vérifié en Méditerranée orientale en 1941, ou dans l'Arctique en 1942 Cette conviction était à la base de la nouvelle stratégie de la Zone de Défense Nationale Absolue, que le Haut Commandement japonais, prenant en compte l'affaiblissement de l'aviation embarquée, avait arrêtée à l'automne 1943, selon laquelle les Îles Kouriles, les Îles Bonin (dont fait partie Iwo Jima), les Îles Mariannes, les Îles Carolines, l'île de Biak au large de l'extrémité nord-ouest de la Nouvelle-Guinée, les îles de la Sonde et la Birmanie constituaient autant de porte-avions insubmersibles. On aura remarqué que cette zone n'incluait pas les îles Salomons, la côte nord-est de la Papouasie-Nouvelle-Guinée, ni les îles Gilbert et les îles Marshall, qui ont été au centre des combats de 1943 et du début de 1944. Son instrument principal devait être la 1re Flotte Aérienne du vice-amiral Kakuta, créée le 1er juillet 1943, dont les pilotes, basés à terre, pouvaient avoir une formation moins achevée que celle des pilotes de l'aviation embarquée.
Tous les territoires reconquis par les Alliés en 1942 et 1943 étaient avant-guerre des territoires sous mandat de la Société des Nations administrés par l'Australie, comme la Papouasie Nouvelle-Guinée, ou des protectorats britanniques comme celui des îles Salomon ou des colonies comme les îles Gilbert. L'objectif suivant, les îles Marshall, était une ancienne colonie allemande, dont après la Première guerre mondiale l'administration avait été confiée, sous mandat de la Société des Nations, à l'empire du Japon qui y voyait un élément de sa première ligne de défense, et les avait fortifiées en secret, mais la topographie des îles ne se prêtait qu'à des fortifications aux abords des côtes.

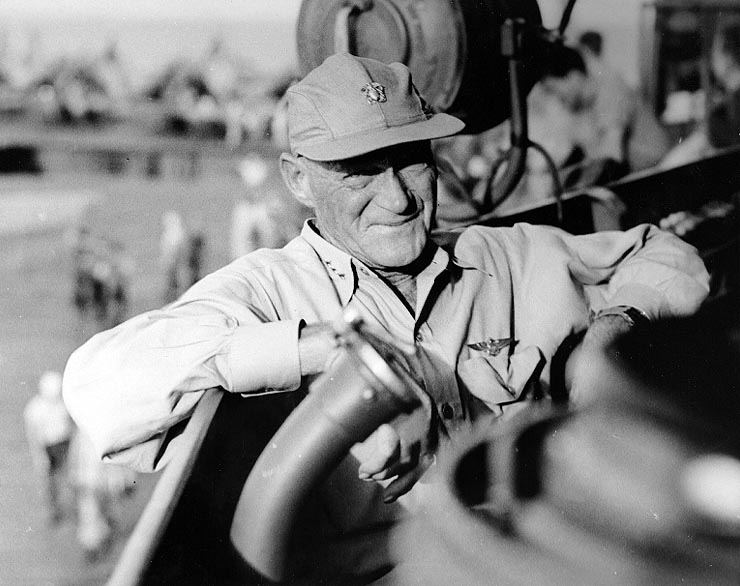
Mitscher à bord de l', qui a été son navire amiral en 1944.

Dès le mois de décembre 1943, les positions japonaises des îles Marshall avaient été bombardées par l'aviation embarquée et par les bombardiers des United States Army Air Forces partis des aérodromes des îles Gilbert et de l'aérodrome construit sur l 'île Baker. Le pilonnage s'est accentué à la fin janvier 1944, sous le commandement du contre-amiral Mitscher, utilisant les techniques et les méthodes qu'il promouvait : les chasseurs attaquaient les premiers, mitraillant les défenses anti-aériennes, les bombardiers ensuite détruisaient les installations et creusaient des cratères sur les pistes d'aviation. Les forces aériennes japonaises y étaient évaluées à 150 appareils et on estimait qu'il faudrait deux jours pour que soit acquise la supériorité aérienne. Ce fut fait à midi, le premier jour, et les Japonais ont perdu 155 appareils, les Américains, 57. Le débarquement a eu lieu le 2 février 1944 sur Roi-Namur, et Kwajalein où les cuirassés USS Iowa et New Jersey ont reçu le baptême du feu, les pertes des troupes terrestres ont été inférieures à 400 tués. L'amiral Nimitz a conclu que c'était « typique de ce qu'on pouvait attendre dans le futur ».
Le 16 février, le vice-amiral Spruance a été promu amiral.
Les Task Groups de la TF 58 vont ensuite couvrir des débarquements, comme le TG 58.4 à Eniwetok (Opération Catchpole, à l'ouest des Îles Marshall, du 12 au 17 février), ou effectuer des missions de bombardement sur Truk, la grande base japonaise des Îles Carolines surnommée le “Gibraltar du Pacifique” (Opération Hailstone avec les TG 58.1, 58.2, et 58.3, les 17 et 18 février).
Le Commandant-en-Chef de la Flotte Combinée , l'amiral Koga, inquiet de la possibilité de l'attaque de Truk, au cœur de la nouvelle “Zone de Défense Nationale Absolue”, avait replié ses grands bâtiments sur les Palaos, mais l'attaque de cette puissante base, qui inquiétait beaucoup les équipages des bâtiments américains, a été une grande avancée. L'arrivée de l'aviation embarquée américaine, derrière un front météorologique, a surpris les Japonais. Même s'il n'y eut que deux croiseurs légers (Agano et Naka) et le croiseur école Katori coulés, 200 000 tonnes de navires japonais ont été détruites, ainsi que 275 avions, au prix de la perte de quatre “Hellcats” et neuf “Avengers”, et de dégâts sur le porte-avions USS Intrepid, touché par une torpille qui a mis hors service deux arbres d'hélices du même bord, mais qui a pu regagner Majuro, dans les îles Marshall, par ses propres moyens. Ceci démontrait que la Task Force 58 du contre-amiral Mitscher était capable d'affronter les positions aéronavales les plus fortes de la Marine impériale japonaise. La conclusion de Marc Mitscher, riant sous cape, a été: « Tout ce que j'ai su au sujet de Truk était ce que j'en avais lu dans National Geographic ». La Task Force 58 a poursuivi ses raids sur les Îles Mariannes (Saipan, Tinian et Guam) à la fin de l'opération Catchpole, du 21 au 23 février.
Pour son action à la tête des porte-avions rapides en janvier-février 1944, le contre-amiral Mitcher a été cité une deuxième fois pour Service Distingué dans la Marine, et donc avec adjonction d'une étoile d'or sur le ruban de sa Navy Distinguished Service Medal.
Le 21 mars, le contre-amiral Mitscher a été promu vice-amiral. Le captain Arleigh Burke, qui s'était illustré comme commandant de la 23e Division de destroyers (DesDiv 23), pendant la campagne des îles Salomon, ce qui lui avait valu le surnom de “Burke-31 nœuds”, a été nommé chef d'état-major du commandant de la TF 58, en vertu d'une règle édictée par l'amiral King selon laquelle un amiral, s'il était lui-même un aviateur naval, devait être flanqué d'un chef d'état-major qui ne l'était pas et réciproquement. Promu commodore, Burke se révéla excellent et il poursuivit ensuite une carrière exceptionnelle.
La Task Force 58 va ensuite bombarder dans les Palaos, Yap et Ulithi (opération Desecrate I, du 28 mars au 1er avril). Truk et Palau sont à nouveau l'objectif des bombardements de l'aviation embarquée de la Task Force 58, le 29 et le 30 avril, tandis que les cuirassés bombardent Ponape, le 1er mai, au retour des opérations Reckless et Persecution, en appui de l'attaque des troupes du général MacArthur, débarquant à Hollandia, sur la côte nord de la Nouvelle-Guinée.
Le 29 avril, la Force du Pacifique Central de l'amiral Spruance a pris le nom de Ve Flotte.

###### À l'attaque des îles Mariannes (juin 1944)
En mars 1944, l'organisation des forces navales japonaises avait été modifiée. La Flotte Combinée, regroupait, grosso modo trois flottes, la 1re constituée autour des plus puissants cuirassés, placée directement aux ordres du Commandant-en-Chef de la Flotte Combinée, la 2e réunissait les cuirassés rapides (ex-croiseurs de bataille modernisés) et des croiseurs lourds, c'était en quelque sorte « l'aile marchante » de la flotte, la 3e, était constituée autour des porte-avions. La Flotte Combinée a donc laissé la place, en tant que force opérationnelle, à une (1re) Flotte Mobile, dont le commandement a été confié au vice-amiral Ozawa, et qui a été composée de trois Forces, associant chacune porte-avions, cuirassés, et grands croiseurs, comme dans les Task Forces américaines.
- la “Force A”, aux ordres directs du vice-amiral Ozawa, le plus gradé et le plus expérimenté des spécialistes japonais des porte-avions, qui commandait jusqu'alors la 3e Flotte, devait compter en son sein les plus puissants porte-avions, les Shokaku et Zuikaku, mais le premier grand porte-avion “blindé” japonais, le Taiho[43], qui devait les rejoindre n'était pas encore opérationnel. Deux croiseurs lourds de la 5e Division, aux ordres du contre-amiral Hashimoto y étaient rattachés ;
- la “Force B”, commandée par le contre-amiral Jōjima, devait rassembler les porte-avions Hiyo, et Jun'yō, qui n'avaient pas fini de former leur nouveau groupe aérien, le 652e Kokutai, et le Ryūhō, tous porte-avions issus de transformations. Le cuirassé Nagato et le croiseur lourd Mogami y étaient rattachés ;
- la “Force C”, commandée par le vice-amiral Kurita qui avait succédé au vice-amiral Kondō comme commandant de la 2e Flotte, regroupait les deux cuirassés géants, Yamato et Musashi, les deux cuirassés rapides restant de la classe Kongō, et trois porte-avions légers. S'y ajoutaient deux divisions de croiseurs lourds, la 4e, aux ordres directs du vice-amiral Kurita, et la 7e, à la tête de laquelle le contre-amiral Shiraishi avait succédé fin mars 1944 au vice-amiral Nishimura.

Au fur et à mesure de la disponibilité des bâtiments qui les composaient, ces différentes forces ont rallié d'abord les mouillages des îles Lingga, un peu au sud de Singapour, puis de Tawi-Tawi, à l'extrémité sud-est de l'archipel philippin, ce qui les rapprochaient des îles Carolines et des Palaos, dont le Haut Commandement japonais pensait qu'elles étaient les prochains objectifs des Américains. Toutefois, il n'y avait pas de terrains d'aviation à proximité du mouillage de Tawi-Tawi, et cela compliquait l'entrainement des pilotes. Ainsi, après que le Chitose a reçu d'un sous-marin américain, le 22 mai, deux torpilles qui n'ont pas explosé, le vice-amiral Ozawa a interdit les sorties à la mer pour l'entrainement des pilotes.
Tant que les porte-avions rapides ont bombardé les positions japonaises, fussent-elles situées dans la “Zone de Défense Nationale Absolue”, mais sans y débarquer, les grands bâtiments japonais n'ont pas quitté leurs mouillages, d'autant que le 31 mars le Commandant-en-Chef de la Flotte Combinée, l'amiral Koga a disparu dans un accident de son hydravion, et son remplaçant, l'amiral Toyoda, n'a été nommé que début mai.
Mais le 27 mai , les forces du général MacArthur ont commencé à débarquer sur l'île de Biak, qui faisait partie de la “Zone de Défense Nationale Absolue”. L'amiral Toyoda a alors décidé d'y envoyer la 1re Division de cuirassés (les deux cuirassés géants de la classe Yamato), aux ordres du vice-amiral Ugaki (Opération Kon). Elle a appareillé le 10 juin, et a relâché à Batjan, dans les Moluques du nord, le 12.
Or, dès le 11 juin, l'aviation embarquée de la TF 58 du vice-amiral Mitscher a commencé un bombardement intensif des îles Mariannes. Les porte-avions rapides étaient alors répartis comme suit au sein de la TF 58 :
- les USS Hornet, Yorktown, Belleau Wood, et Bataan, dans le TG 58.1, aux ordres du contre-amiral Clark ;
- les USS Bunker Hill, Wasp, Monterey, et Cabot, dans le TG 58.2, aux ordres du contre-amiral Montgomery ;
- les USS Lexington, Enterprise, San Jacinto, et Princeton, dans le TG 58.3, aux ordres du contre-amiral Reeves ;
- les USS Essex, Cowpens, Langley, dans le TG 58.4, aux ordres du contre-amiral Harrill.

Mouvements des forces américaines et japonaises en mer des Philippines, à la mi-juin 1944

Ces quatre Task Groups ont bombardé le 11 et le 12 juin les aérodromes de Rota, Saipan, Tinian et Guam dont 60 % des 250 avions ont été détruits. Le 13 juin, les cuirassés rapides de la classe North Carolina, les USS Alabama, Indiana et South Dakota, et les USS Iowa et New Jersey, aux ordres du vice-amiral Lee, ont bombardé Saipan et Tinian. L'amiral Toyoda a donc décidé la mise en œuvre du Plan A-Go de défense des Îles Mariannes : la 1re Flotte Mobile, aux ordres du vice-amiral Ozawa a appareillé de Tawi-Tawi, le 13 juin, pour se porter à la rencontre de la flotte américaine devant Saipan, et le vice-amiral Ugaki a quitté Batjan et mis cap au nord pour la rallier.
Le 14 juin, les TG 58.1 et 58.4, sous la coordination tactique du contre-amiral Clark, sont allés bombarder les aérodromes d'Iwo Jima et de Chichi Jima, dans l'archipel des îles Bonin, et le 15 juin, deux divisions d'U.S. Marines et une division d'infanterie ont débarqué à Saipan, bénéficiant de la couverture rapprochée des Task Groups d'Appui Aérien TG 52.11 et TG 52.14 rassemblant huit porte-avions d'escorte de la classe Casablanca (USS Fanshaw Bay, Midway, White Plains, Kalinin Bay, Kitkun Bay, Gambier Bay, Corregidor, Coral Sea).
Le 16, les TG 58.1 et 58.4 sont rentrés de leur raid sur les îles Bonin. De son côté, la 1re Flotte Mobile a franchi le détroit de San-Bernardino et débouché en mer des Philippines, où elle a été rejointe par la force du vice-amiral Ugaki. Des sous-marins ont repéré les forces japonaises et l'amiral Nimitz a signalé le 18 au soir à la Ve Flotte que la flotte japonaise se trouvait à 560 km à l'ouest-sud ouest de Saipan. L'amiral Spruance n'a pas accédé au désir du vice-amiral Mitscher d'aller l'attaquer avec la TF 58, ne voulant pas prendre le risque qu'il se fasse tourner, manœuvre qui eût fait courir le plus grand risque aux forces amphibies débarquant à Saipan,. Il lui a en revanche ordonner de déployer en écran anti-aérien les cuirassés rapides du TG 58.7.
L'idée de manœuvre japonaise était de rechercher une « bataille décisive », avec les forces américaines assurant la couverture éloignée d'un débarquement sur les îles Mariannes et en particulier sur Saipan, après que l'aviation japonaise basée à terre les aurait affaiblies. La Marine Impériale japonaise est alors capable d'aligner neuf porte-avions dans une même formation opérationnelle, plus qu'elle n'en avait jamais aligné auparavant, et ils sont dotés de près de 500 appareils, certains améliorés tels que le "Zero" modèle A6M5, d'autres récents, comme le bombardier en piqué D4Y "Judy" ou le bombardier-torpilleur B6N "Jill", cependant certains bâtiments, notamment les porte-avions légers, étaient trop lents pour mettre en œuvre les "Judy". Le vice-amiral Ozawa avait l'intention de profiter du rayon d'action plus important de son aviation, et de l'avantage que lui donnaient les alizés soufflant de l'ouest, et il a lancé, le 18 juin, en avant-garde à 150 km vers l'est, la Force “C” du vice-amiral Kurita. Mais ce faisant, il accordait une confiance exagérée aux informations excessivement optimistes reçues du vice-amiral Kakuta, commandant la 1re Flotte Aérienne, c'est-à-dire l'aviation navale basée à terre, dont les forces avaient été durement frappées dès le 11 juin, par les premières attaques de l'aviation embarquée de la TF 58 et n'avaient aucunement affaibli la Ve Flotte américaine.

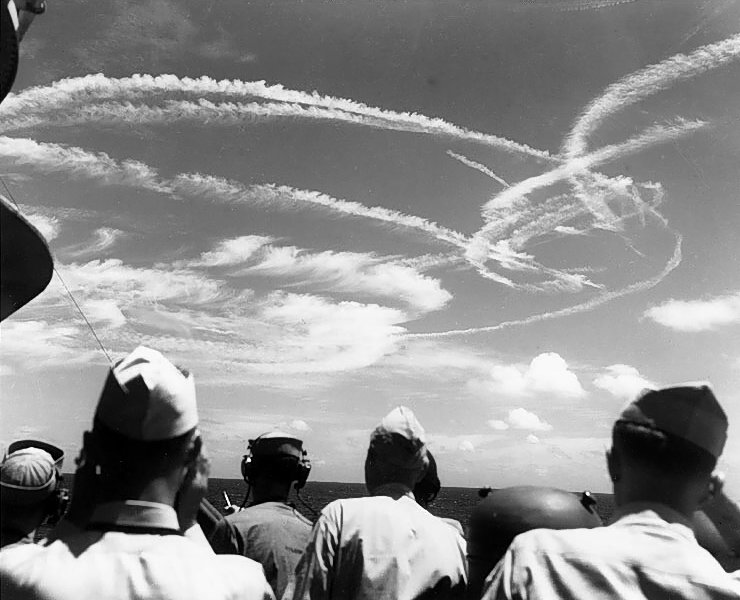
La chasse embarquée américaine a constitué un écran très protecteur contre les attaques japonaises, pendant la bataille de la mer des Philippines

Le 19 juin au matin, une première vague d'attaque est lancée par les porte-avions de la Force “C” du vice-amiral Kurita, sans coordination avec les autres forces, n'infligeant que des dégâts minimes à l'USS South Dakota, au prix d'une quarantaine d'appareils abattus par la DCA et la chasse embarquée de la TF 58, sur les quelque soixante-dix appareils qui y ont mené l'attaque. Une seconde vague est lancée peu après par le gros des forces japonaises. Elle compte presque deux fois plus d'appareils, elle n'aura pas plus de résultats, mais, sur presque 130 avions engagés, près de cent seront abattus.
Deux coups très durs vont alors être portés à la Flotte Mobile non pas par l'aviation embarquée du vice-amiral Mitscher mais par deux sous-marins de la classe Gato, l'USS Albacore et l'USS Cavalla, qui vont successivement torpiller, pour le premier, le navire amiral Taihō, contraignant le vice-amiral Ozawa à transférer sa marque sur le croiseur Haguro, et pour le second, le porte-avions Shokaku. Les deux porte-avions vont couler dans l'après-midi du 19 juin, malgré les efforts des équipes de sécurité, efforts contrariés par la volatilité du carburant d'aviation de mauvaise qualité que la Marine Impériale japonaise en était réduite à utiliser Deux autres vagues d'attaque aériennes vont cependant être encore lancées, toujours sans plus de résultats, toujours avec des pertes considérables, 90 % d'avions abattus pour les quelque 80 avions de la quatrième vague. En fin d'après-midi, la Flotte Mobile japonaise mit le cap au nord-ouest pour rejoindre ses pétroliers ravitailleurs, et la flotte américaine ne se lança pas à sa poursuite.

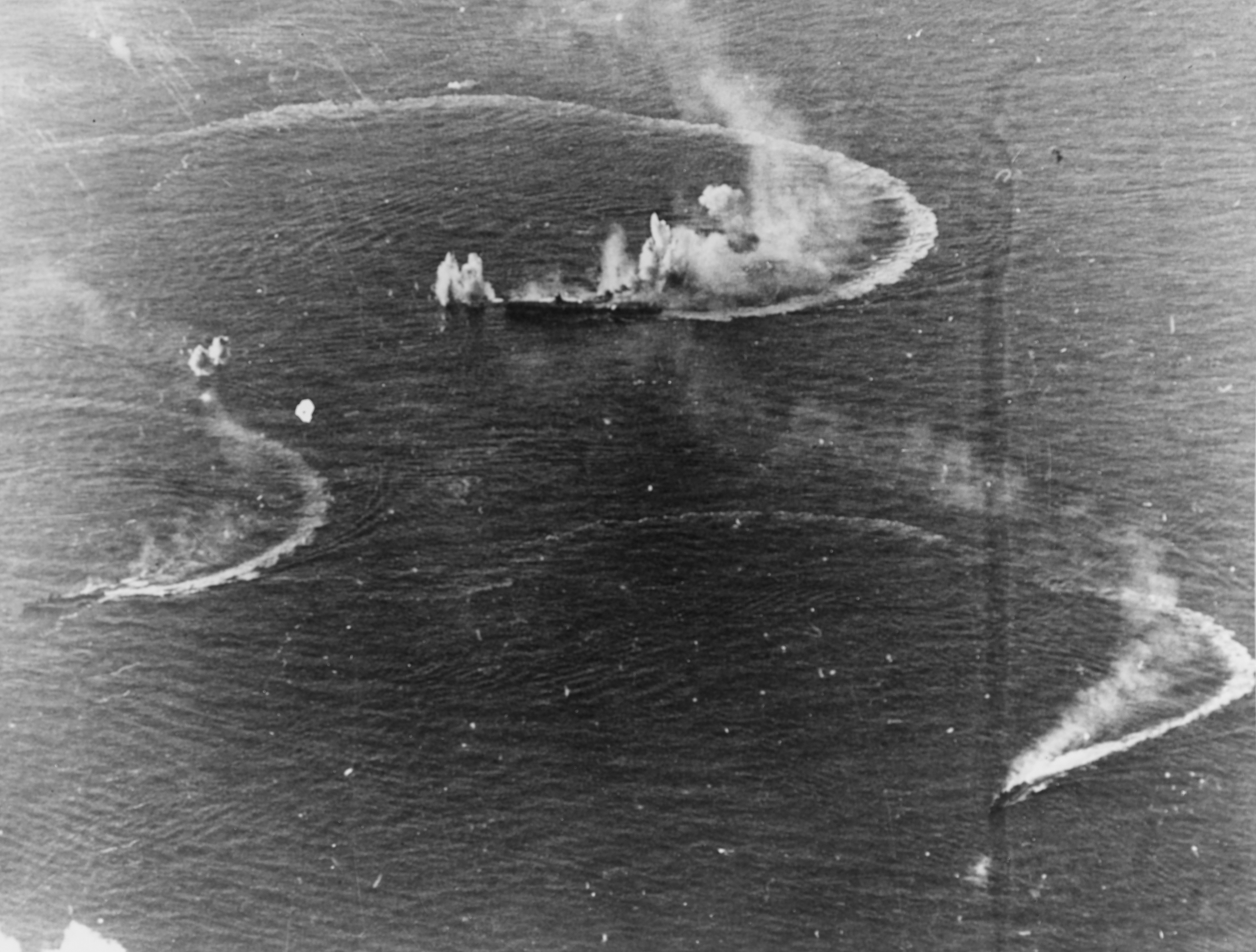
Le porte-avions japonais Zuikaku (au centre) et deux destroyers manœuvrent alors qu'ils sont attaqués par les avions de la TF 58, 20 juin 1944

Le 20 juin, bien qu'un tiers seulement des 326 avions lancés à l'attaque soit revenu sur ses porte-avions, le vice-amiral Ozawa, qui avait transféré sa marque sur son dernier grand porte-avions, le Zuikaku, voulait croire les rapports excessivement optimistes de ses aviateurs sur les dégâts infligés aux porte-avions américains et pensait qu'un certain nombre de ses appareils avaient réussi à gagner Guam pour se ravitailler et se réarmer. Lorsqu'il eut connaissance d'un message intercepté indiquant que la flotte américaine ignorait où se trouvait la flotte japonaise, il crut devoir préparer le lancement d'une nouvelle vague d'attaque, mais vers 15 h 40, la flotte japonaise avait été repérée par des reconnaissances américaines à 220 nautiques dans le nord-ouest de la TF 58. À 16 h 20, le vice-amiral Mitscher décidait, malgré la distance à parcourir et l'heure avancée de l'après-midi, de lancer à l'attaque environ 180 avions, qui ont décollé un quart d'heure plus tard. Vers 18 h 15, le porte avions Hiyō et deux pétroliers étaient torpillés, le Hiyō a coulé deux heures plus tard, tandis que les porte-avions Zuikaku et Chiyoda étaient endommagés, et 40 avions abattus. Le vice-amiral Ozawa mit alors définitivement le cap sur Okinawa et le Japon, tandis qu'à la nuit faite, dans un épisode connu comme “la mission au-delà de l'obscurité” (Mission beyond Darkness), le retour des avions américains sur leurs porte-avions se fit dans une grande confusion. Le vice-amiral Mitscher a décidé, malgré les risques de repérage, de faire allumer les projecteurs des porte-avions, pour que les pilotes puissent se repérer pour apponter, mais il y eut environ 80 appareils perdus en mer ou accidentés à l'appontage, soit 80 % des pertes de la bataille,,.
La bataille de la mer des Philippines, qui a mobilisé autant de forces terrestres américaines que le débarquement de Normandie qui avait eu lieu quinze jours plus tôt, a marqué la fin de l'aviation embarquée japonaise. Elle a démontré la supériorité de l'U.S. Navy, en nombre et en performances des porte-avions, en qualité des appareils (particulièrement des chasseurs “Hellcats”) et en expérience des pilotes. Tout au plus, certains ont pu penser qu'une tactique plus agressive de l'amiral Spruance aurait entrainé des pertes encore plus lourdes pour la Marine impériale japonaise. Au Japon, la perte des îles Mariannes a entrainé le 22 juillet, le remplacement comme Premier ministre du général Tojo par le général Koiso.
Pour ses actions dans le Pacifique central et le Pacifique occidental entre le 19 mars et le 27 août 1944, le vice-amiral Mitscher a été cité pour la troisième fois pour Service Distingué dans la Marine, et donc avec adjonction d'une seconde étoile d'or sur le ruban de sa Navy Distinguished Service Medal.

##### À la tête de la Task Force 38, à l'attaque des Philippines (octobre 1944)
Les Américains ont très vite commencé à construire sur Guam et sur Tinian des terrains d'aviation pour y accueillir des B-29 “Superfortress” pour aller bombarder le Japon, et l'amiral Nimitz a préparé le transfert de son Quartier Général de Pearl Harbor à Guam. Le 26 août, l'amiral Spruance a été remplacé à la tête de la “Grande Flotte Bleue” comme étaient familièrement désignées les forces navales du Pacifique central, par l'amiral Halsey. À cette occasion, la Ve Flotte a été rebaptisée IIIe Flotte, la Fast Carrier Task Force du vice-amiral Mitscher a été renumérotée TF 38, mais Marc A. Mitscher en a gardé le commandement, avec les quatre Task Groups, désormais commandés par le vice-amiral McCain pour le TG 38.1, le contre-amiral Bogan pour le TG 38.2, le contre-amiral Sherman pour le TG 38.3, et le contre-amiral Davison pour le TG 38.4.
Au sein des états-majors, se préparait la suite des opérations. Du côté américain, les discussions étaient ardues entre l'amiral Nimitz qui souhaitait aller attaquer Formose, et le général MacArthur qui souhaitait débarquer aux Philippines, pour tenir sa promesse faite en 1942, « I shall return ». L'accord s'est fait, sous l'égide du Président Roosevelt, pour le débarquement aux Philippines. Mais les aérodromes alliés les plus proches étant à 800 km, le soutien aérien ne pouvait être assuré que par l'aviation embarquée.
À la mi-septembre, la IIIe Flotte a porté son effort dans le secteur des Palaos. Cet archipel, à l'ouest des îles Carolines, avait fait l'objet, soixante-dix ans auparavant, d'un différend entre le royaume d'Espagne qui y voyait une dépendance de sa colonie des Philippines et l'Empire allemand qui avait occupé Yap, dans la foulée de sa colonisation de la Nouvelle-Guinée. Il y avait donc une certaine logique à ce que le haut commandement américain souhaite y prendre pied dans une offensive devant permettre de passer de Nouvelle-Guinée aux Philippines, pour y installer aérodromes et base navale. L'Opération Stalemate a donc visé Peleliu, où le IIIe Corps Amphibie a débarqué le 15 septembre bénéficiant de la couverture aérienne de la TF 38. Mais malgré un bombardement massif du Groupe d'Appui Feu du contre-amiral Oldendorf (TG 32.5), avec cinq cuirassés anciens, cinq croiseurs lourds et trois grands croiseurs légers, les Marines eurent beaucoup de pertes, en raison d'une nouvelle défense en profondeur, et de la fortification du centre de l'île, ce que les Japonais ont repris ultérieurement, à Okinawa notamment. Quelques jours plus tard, le 21, l'atoll d'Ulithi, dans les Mariannes occidentales, était occupé sans coup férir, et la base de soutien avancé de l'U.S. Navy, qui était installée à Eniwetok, dans les îles Marshall, y a été rapidement transférée. Pour son action du 26 août au 20 septembre, notamment dans les Palaos, le vice-amiral Mitscher a reçu la Legion of Merit avec agrafe de combat “Valor”.
Du côté japonais, le Haut Commandement attendait une nouvelle attaque américaine pour novembre, et avait conscience de la faiblesse de l'aéronautique navale. Tous les porte-avions opérationnels après la bataille de la mer des Philippines, le Zuikaku et trois porte-avions légers, basés en Mer Intérieure, et les deux cuirassés hybrides de porte-avions de la classe Ise basés à Kure, devaient former d'urgence les pilotes de leurs groupes aériens. Les cuirassés et les croiseurs lourds basés aux îles Lingga, à proximité des ressources pétrolières de Borneo, s’entraînaient à une Défense Contre-Avions qui devait reposer principalement sur leurs très nombreuses pièces anti-aériennes.
L'aviation embarquée de la TF 38 avait aussi entrepris le bombardement des aérodromes japonais installés aux Philippines, à Okinawa, aux îles Bonin et à Formose, en vue d'un premier débarquement à Yap dans les îles Carolines occidentales, le 26 septembre, et aux Philippines en novembre-décembre. Le 13 septembre, l'amiral Halsey, à partir de renseignements obtenus sur la faiblesse des réactions japonaises a proposé d'avancer le débarquement sur Leyte au 20 octobre. Soumise au Comité des Chefs d'État-Major interalliés, au cours de la seconde Conférence de Québec, cette proposition a été adoptée et les troupes devant débarquer à Yap ont rallié les troupes de MacArthur.
Toutes les forces amphibies de la IIIe Flotte, ainsi que le Groupe d'Appui Feu (les cuirassés anciens et un certain nombre de croiseurs lourds) et le Groupe d'Appui Aérien (les porte-avions d'escorte) ont alors été transférés à la VIIe Flotte (« la Marine de MacArthur »), commandée par le vice-amiral Kinkaid. Seuls les porte-avions rapides (huit porte-avions d'escadre et huit porte-avions légers), les six cuirassés modernes et quinze croiseurs (six croiseurs lourds, sept grands croiseurs légers et deux croiseurs anti-aériens), leurs destroyers d'escorte et leur train d'escadre sont restés aux ordres des amiraux Nimitz et Halsey, au sein de la seule Task Force 38 du vice-amiral Mitscher, avec la mission d'assurer la couverture éloignée du débarquement aux Philippines, l'opération King Two.
Les bombardements préparatoires se sont intensifiés en octobre, l'aviation japonaise a tenté de s'y opposer,, engageant en quelques jours presque mille appareils dans la zone de Formose par exemple, mais elle a subi des pertes considérables, qui sont allées de pair avec une opération de propagande intense sur les pertes prétendument infligées à l'U.S. Navy. Pour autant, le vice-amiral Ozawa a indiqué à l'amiral Toyoda que, compte tenu de la faiblesse du nombre des pilotes correctement formés, il ne fallait pas compter sur les porte-avions pour assurer, ne serait-ce que la couverture aérienne des grands bâtiments de surface, dans une bataille avec les forces américaines, et a proposé que les forces aéronavales et les forces de surface japonaises opérassent séparément. L'amiral Toyoda a alors ordonné que les pilotes insuffisamment formés pour opérer à partir de porte-avions mais capables d'opérer à partir de bases terrestres, soient transférés aux Philippines ou à Formose. Si l'objectif du Plan Sho-Go de défense des Philippines demeurait d'en empêcher la perte coûte que coûte, l'idée de manœuvre est alors devenue non plus de chercher la « bataille décisive » avec les forces de bataille américaines, mais de détruire les forces amphibies à proximité des plages de débarquement, et d'utiliser les porte-avions comme leurre pour attirer les forces aéronavales américaines, de façon à laisser le champ libre aux cuirassés et aux croiseurs constituant la véritable “Force de Frappe” de la Marine impériale japonaise.

###### À la bataille de la mer de Sibuyan (24 octobre 1944)
Le 20 octobre, les débarquements ont commencé dans le golfe de Leyte, sous la protection rapprochée de la VIIe Flotte, et dès le 21, Tacloban, principale ville de l'île de Leyte a été prise. Cependant, la couverture aérienne du débarquement reposait sur le Task Group 77.4 (le Groupe d'Appui des Porte-avions de la VIIe Flotte) du contre-amiral Thomas Sprague.

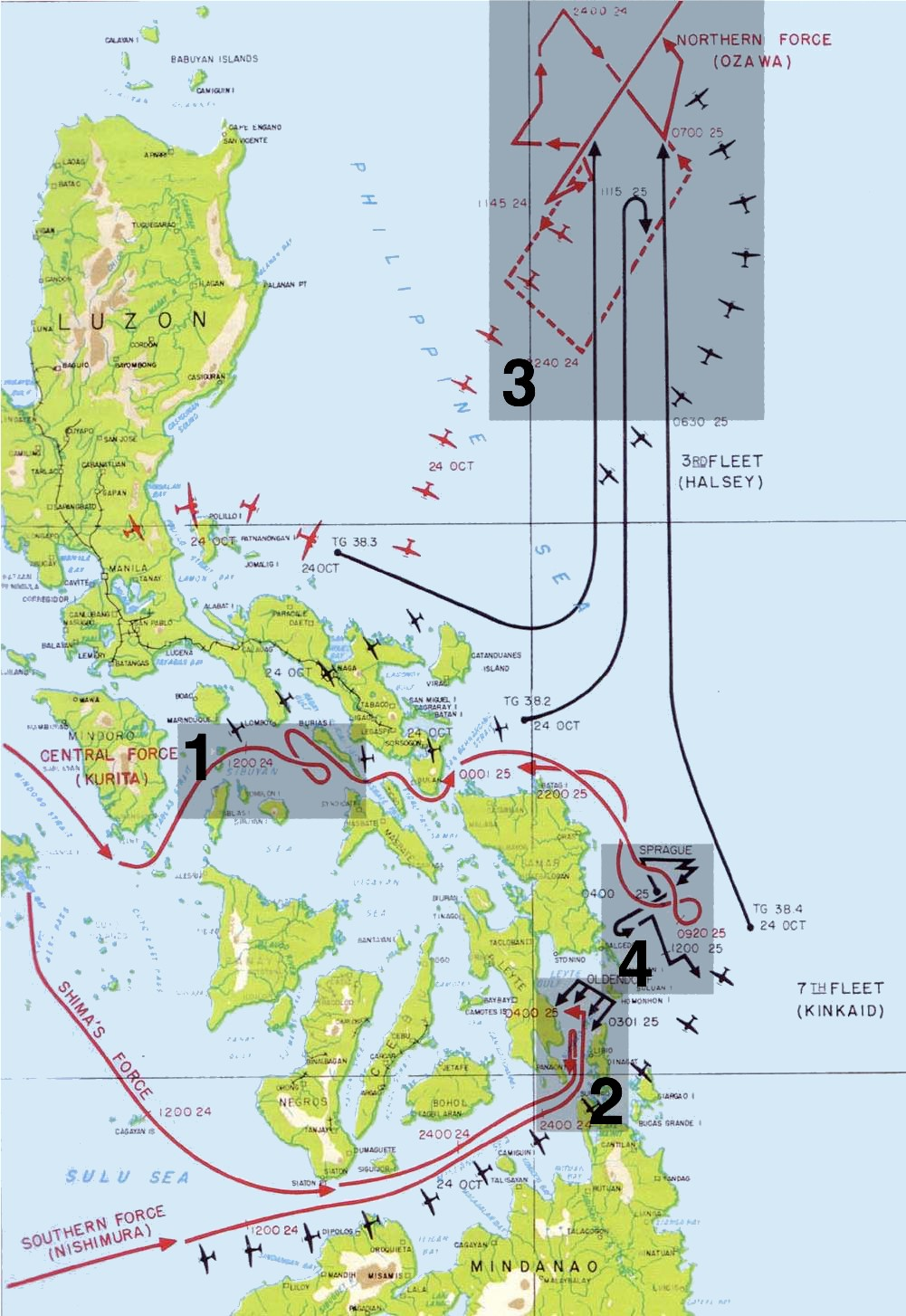
Les quatre engagements de la bataille du golfe de Leyte.

Dans la nuit du 22 au 23, deux sous-marins ont repéré et signalé une importante force navale (c'était la Force d'Attaque de Diversion no 1, commandée par le vice-amiral Kurita, que les Américains ont désignée comme “la Force Centrale”), qui marchait cap au nord-est, le long de la côte ouest de Palawan. Ils l'ont attaquée, ont coulé deux croiseurs lourds et forcé un troisième à faire demi-tour. Cette première indication que la flotte japonaise avait pris la mer a été confirmée, dans la nuit du 23 par des sous-marins qui ont signalé cette même force, au nord de Palawan, dans le détroit de Mindoro en route vers le détroit de San-Bernardino.
Au matin du 24 octobre, trois des quatre Task Groups de la TF 38 étaient déployés sur une ligne nord-ouest/sud-est au large des côtes orientales de l'archipel philippin,
- au nord, le TG 38.3 (USS Lexington, Essex, Langley et Princeton) au large de Luçon,
- au centre, le TG 38.2 (USS Intrepid, Cabot et Independence) au large de Samar
- au sud, le TG 38.4 (USS Enterprise, Franklin, San Jacinto, Belleau Wood) à la hauteur du détroit de Surigao.

Le TG.38.1 (USS Wasp, Hornet, Hancock, Cowpens et Monterey) était, à 600 nautiques à l'est, en route vers la base d'Ulithi, pour se réapprovisionner en munitions et en carburant.
Les reconnaissances aériennes lancées pour retrouver les forces japonaises attaquées la veille par des sous-marins, ont rapidement porté leurs fruits : “la Force Centrale” du vice-amiral Kurita a été repérée vers 7 h 45, au sud de l'Île de Mindoro, c'était la première fois que les cuirassés de la classe Yamato étaient vus en opération par les forces américaines. Vers 8 h 20, ce fut une force comprenant deux cuirassés et un croiseur lourd (la Force “C” du vice-amiral Nishimura), qui a été repérée au large de l'île de Negros, et attaquée presque aussitôt par l'aviation embarquée de l'USS Enterprise qui faisait partie du Task Group 38.4. C'était la découverte de la manœuvre d'attaque japonaise, par le sud du golfe de Leyte. Enfin une seconde force, comprenant deux croiseurs lourds et un croiseur léger (la 5e Flotte du vice-amiral Shima) a été repérée au sud elle aussi, en fin de matinée.
L'amiral Halsey, laissant à la VIIe Flotte le soin d'arrêter les forces attaquant au sud, a lancé l'aviation embarquée des trois Task Groups de la Task Force 38 du vice-amiral Mitscher se trouvant sur zone, contre “la Force Centrale”, qui a dû livrer bataille sans couverture aérienne. Certes, le Plan Sho-go supposait que l'aviation japonaise basée à terre, aux ordres du Maréchal Terauchi à Saigon, se substituerait à l'aviation embarquée, ce qui aurait dû entrainer une coordination avec le Commandant-en-Chef de la Flotte Combinée, l'amiral Toyoda, à Tokyo, mais il n'en a rien été. Ainsi, les chasseurs japonais basés à terre ont surtout été utilisés pour escorter les bombardiers lancés contre les porte-avions de l'amiral Halsey, plutôt qu'à assurer la couverture aérienne des cuirassés et croiseurs du vice-amiral Kurita.
Mais à l'attaque des porte-avions américains, peu de résultats ont été obtenus, en raison de la puissance de la DCA des navires américains et de la supériorité de la chasse embarquée. Cependant, le matin du 24 octobre, un bombardier-torpilleur “Judy” a gravement endommagé le porte-avions léger USS Princeton. Son équipage et ceux des croiseurs et destroyers de son escorte ont pendant plusieurs heures tenté de contrôler les incendies,.
Ce furent les porte-avions du TG 38.2, USS Intrepid et Cabot, qui ont mené les premières attaques contre les bâtiments japonais entrant en mer de Sibuyan, dans la matinée du 24 octobre, affrontant une Défense Contre Avions terrifiante. Les USS Lexington et Essex du TG 38.3 sont intervenus à la mi-journée. Les rapports des pilotes ont fait état de coups portés à des cuirassés de classe Yamato, Nagato et Kongō, ce qui aurait diminué leur vitesse. Mais l'amiral Halsey demeurait préoccupé de ce qu'aucun porte-avions japonais n'eût encore été localisé. Le vice-amiral Ozawa, qui se trouvait au nord-est de Luçon et devait attirer les grands porte-avions américains, n'y était pas parvenu malgré ses efforts, il n'avait pas hésité à rompre le silence radio, et avait envoyé la quasi-totalité de son aviation, contre le Task Group du contre-amiral Sherman, sans résultats. Aussi le contre-amiral Sherman reçut l'ordre de lancer vers le nord une reconnaissance aérienne, dont le départ dût être différé à cause des attaques aériennes japonaises, et qu'il fallut se résoudre à lancer vers 14 h sans couverture de chasse.

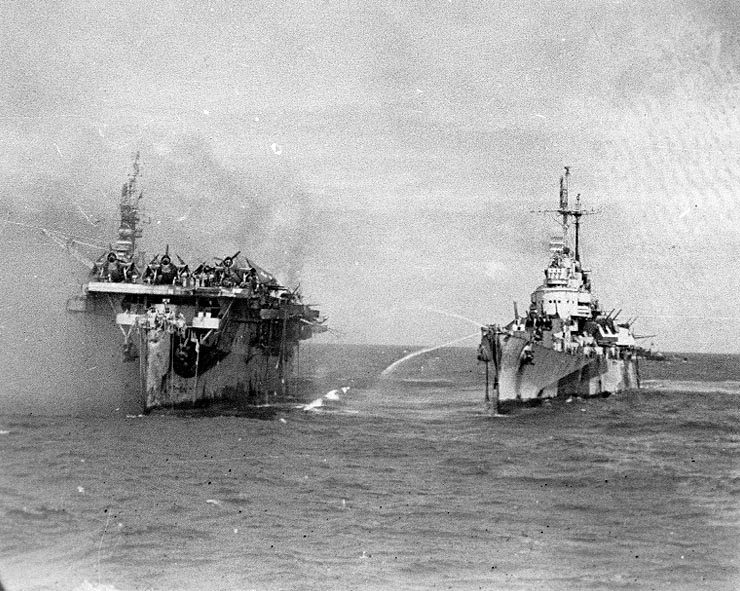
En s'efforçant de porter secours à l'USS Princeton, le croiseur USS Birmingham aura près de 230 marins tués et plus de 400 blessés, plus qu'on en comptera sur le porte-avions.

Les incendies sur l'USS Princeton semblaient enfin presque sous contrôle, lorsque de terribles explosions, peu avant 15 h 25, ont causé de très lourdes pertes, en particulier au grand croiseur léger USS Birmingham. Entre 16 h 40 et 16 h 45, deux groupes de bâtiments ont alors été signalés, l'un à 130 nautiques au nord de Luçon, comportant quatre cuirassés, dont un portait un pont d'envol à l'arrière, route au sud-sud ouest, à 15 nœuds, l'autre 25 km plus au nord et 95 km plus à l'est, comptant deux grands porte-avions et un porte-avions léger, cap à l'ouest à 15 nœuds, dans les deux cas accompagnés de croiseurs et de destroyers; la composition de cette escadre était surestimée. La Force "A" du vice-amiral Ozawa (que les Américains ont désignée comme “la Force du Nord”) ne comptait que deux cuirassés et un seul grand porte-avions. Ordre fut alors donné au contre-amiral Sherman, par le vice-amiral Mitscher, de se préparer à mettre cap au nord, et donc de sacrifier l'USS Princeton.

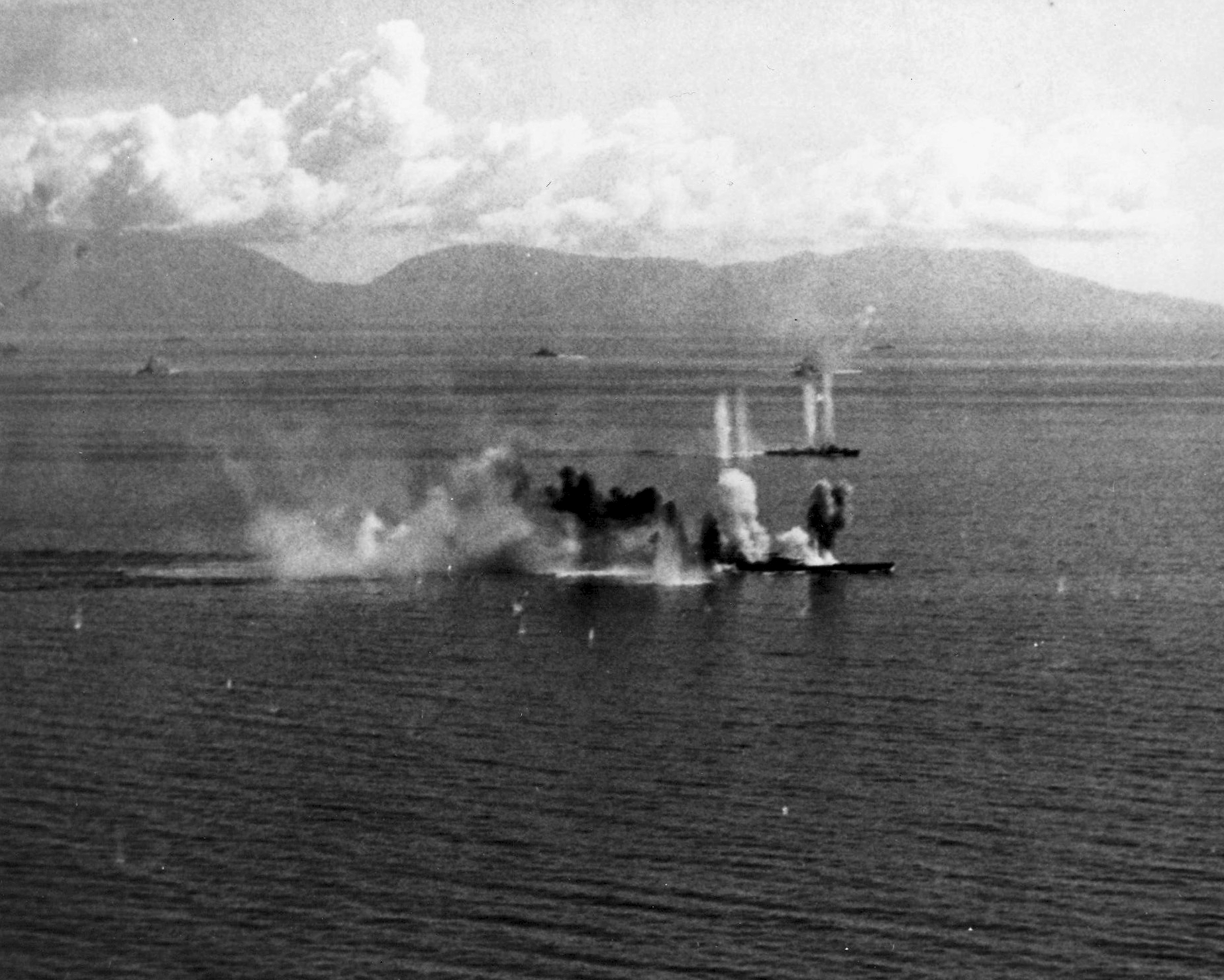
Le Musashi, en mer de Sibuyan, sous les bombes de l'aviation embarquée de la Task Force 38, qui va parvenir à le couler, le 24 octobre 1944

Plusieurs attaques ont encore été menées en mer de Sibuyan, par l'aviation embarquée des USS Franklin et Enterprise du TG 38.4, remontant du sud, et encore une fois par les USS Intrepid et Cabot du TG 38.2. Les comptes rendus des pilotes ont signalé qu'un cuirassé de type Yamato semblait immobilisé, et qu'un groupe de deux cuirassés se trouvait à une quarantaine de nautiques à l'ouest de sa position antérieure, cap à l'ouest, soit sur une route de retraite.
L'amiral Halsey en a acquis la conviction que l'escadre principale qui menaçait le flanc nord du débarquement dans le golfe de Leyte était très affaiblie, qu'un de ses deux grands cuirassés avait été coulé, et qu'elle rebroussait chemin. Il décida donc de faire face à “la Force du Nord” qui lui paraissait « une nouvelle et puissante menace ». Ceci a conduit à l'abandon d'une attaque conçue par le vice-amiral Mitscher et le commodore Burke vers 17 h, pour aller attaquer de nuit les porte-avions japonais avec les deux cuirassés qui se trouvaient dans le TG 38.3 du contre-amiral Sherman, qui était le plus au nord du dispositif.
L'amiral Halset ordonna, vers 20 h 20 aux contre-amiraux Bogan et Davison de rallier avec leurs Task Groups (les TG 38.2 et 38.4) le TG 38.3 du contre-amiral Sherman, et rappela le TG 38.1 du vice-amiral McCain. Peu après il signala à l'amiral Nimitz et au vice-amiral Kinkaid, son intention de constituer une Task Force 34, avec quatre cuirassés rapides, trois croiseurs lourds et deux croiseurs légers. Le vice-amiral Kinkaid a cru comprendre que cette TF 34 resterait garder le détroit de San Bernardino, alors que l'amiral Halsey considérait qu'il ne devait pas diviser ses forces.
Le vice-amiral Kurita avait bien rebroussé chemin, vers 16 h 30, dans l'attente du résultat des attaques des avions japonais basés à terre, contre les porte-avions américains, s'était-il justifié auprès de l'amiral Toyoda. Le Musashi avait finalement coulé, vers 19 h 35, après onze attaques à la torpille menées avec succès (et une seule contre les sept croiseurs lourds restants pour accompagner les cuirassés, qui aura forcé cependant un croiseur lourd (le Myōkō) à rebrousser chemin vers Singapour). Mais, à 19 h 25, l'amiral Toyoda avait signalé : « Confiante dans l'aide de Dieu, la force entière attaquera », ce qui dans l'esprit de l'amiral signifiait que la flotte devait avancer, même si elle devait être totalement perdue, et le vice-amiral Kurita l'avait compris ainsi. Aussi la Force Centrale avait remis le cap à l'est, vers le détroit de San-Bernardino, qu'elle atteignit dans la nuit.
Ce mouvement n'avait pas échappé aux reconnaissances menées par l'USS Independence, qui avait été spécialisé en « porte-avions de nuit », et l'amiral Halsey en avait été averti mais il n'en continua pas moins à filer, cap au nord, vers l'escadre du vice-amiral Ozawa avec la totalité de la TF 38.
Averti du premier demi-tour du vice-amiral Kurita, le vice-amiral Ozawa en avait conclu que la manœuvre japonaise avait échoué, mais du message de l'amiral Toyoda, il avait conclu que son devoir était d'aller au contact des Américains et il avait mis le cap au sud-est et avait détaché en avant-garde le contre-amiral Matsuda, avec les deux cuirassés hybrides de la classe Ise, sur lesquels, au demeurant, aucun avion n'avait été embarqué.

###### À la bataille du cap Engaño (25 octobre 1944)
Dans la nuit du 24 au 25 octobre, les forces de la VIIe Flotte ont annihilé les cuirassés de la “Force du Sud” aux ordres du vice-amiral Nishimura, dans la bataille du détroit de Surigao. De son côté, averti que la “Force centrale” du vice-amiral Kurita avait été repérée entrant dans le détroit de San-Bernardino, l'amiral Halsey ne s'en inquiéta pas. Il était convaincu que ce n'était qu'une nouvelle manifestation de l'obstination japonaise à exécuter des ordres « à la Guadalcanal ». Persuadé que la “Force centrale” était très amoindrie et ne représentait plus réellement une menace, il concentra sur son avant ses six cuirassés rapides, deux croiseurs lourds et cinq grands croiseurs légers, pour achever, le moment venu, les porte-avions du vice-amiral Ozawa. De son côté, le vice-amiral Ozawa qui avait détaché la veille les deux cuirassés de la classe Ise aux ordres du contre-amiral Matsuda, avait reconcentré ses forces au petit matin du 25 octobre, et remis cap au nord, pour attirer les forces américaines toujours plus loin.

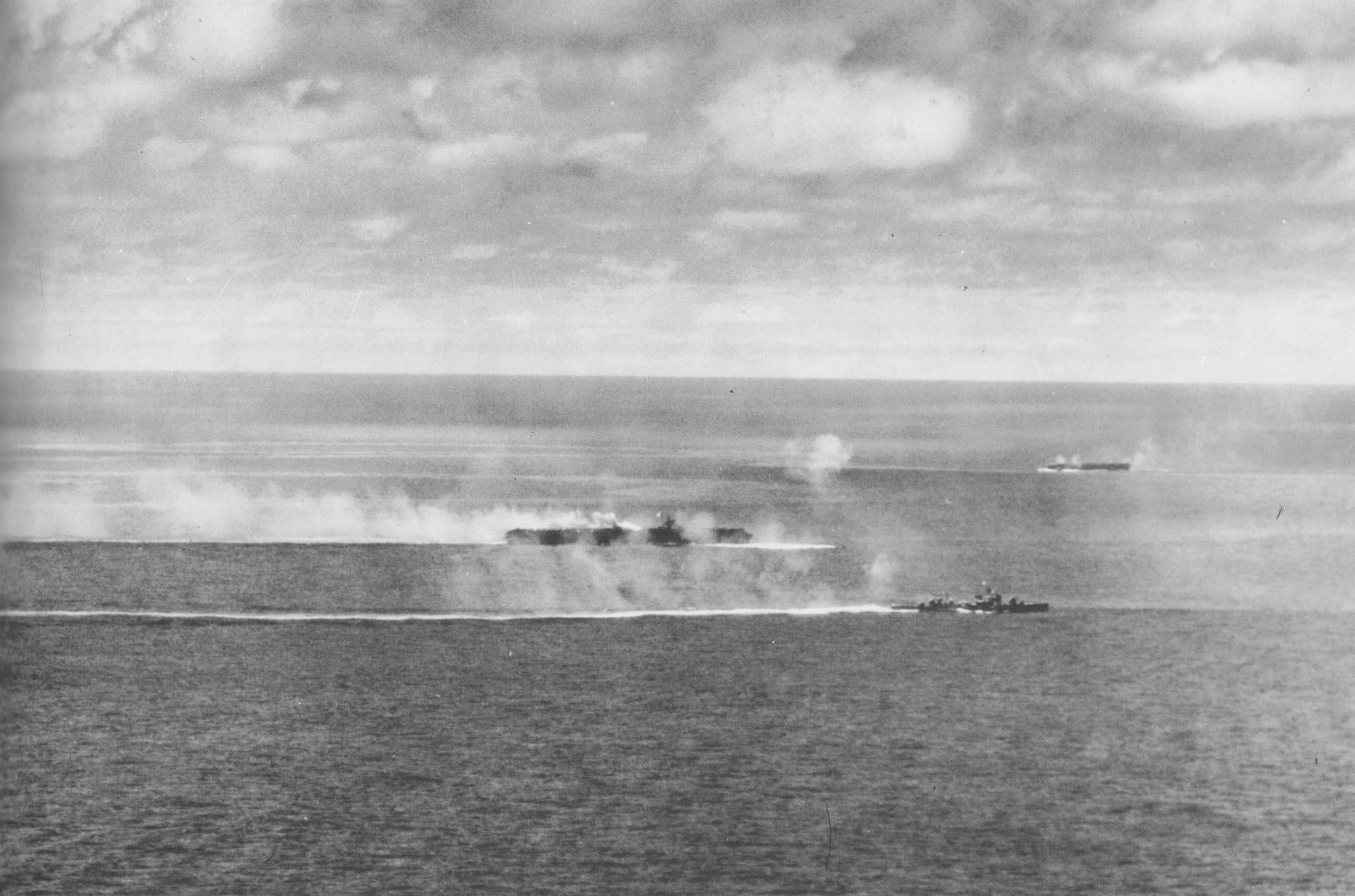
Le porte-avions Zuikaku, navire-amiral du vice-amiral Ozawa, le 25 octobre 1944, à la bataille du cap Engaño

Dès 6 h 30, le vice-amiral Mitscher a mis en l'air une première vague de 180 appareils qui ont dû attendre en vol, pendant une heure et demie, que la flotte japonaise fût précisément localisée. Les officiers de renseignement américains estimaient qu'elle était dans le nord des porte-avions de la Task Force 38, entre 45  et   85 nautiques, or elle était au nord-est à 140 nautiques. L'attaque n'eut donc lieu que vers 8 h 40. Les aviateurs américains eurent la surprise de trouver les porte-avions japonais sans avions sur les ponts d'envol, et pratiquement sans couverture de chasse. Cependant la Défense Contre-Avions fut précise et intense, utilisant notamment des shrapnels incendiaires tirés par l'artillerie principale des cuirassés hybrides. À la suite de cette attaque, les deux porte-avions de la classe Chitose se retrouvèrent désemparés, et le Chitose a coulé vers 9 h 30, le Chiyoda restant immobilisé. Le Zuikaku, quant à lui, reçut des dommages qui n'étaient pas irrémédiables, mais les dégâts infligés au système de transmission du navire amiral n'ont pas permis au vice-amiral Ozawa de faire savoir, tant au vice-amiral Kurita qu'à l'amiral Toyoda, que la mission assignée à l'escadre des porte-avions par le Plan Sho-Go avait été remplie, la Task Force 38 étant au contact des porte-avions japonais et se trouvant au nord de Luçon, donc à 260 nautiques du détroit de San-Bernardino. Cette faiblesse de ses transmissions a conduit le vice-amiral Ozawa, vers 9 h 30, à transférer son pavillon sur le croiseur Ōyodo qui disposait précisément d'installations de radio puissantes conçues pour répondre aux besoins d'un état-major d'amiral commandant une flotte,.
Vers 8 h 30, lorsqu'il avait eu connaissance des résultats de cette première attaque, l'amiral Halsey avait ordonné au vice-amiral "Ching" Lee, commandant les cuirassés rapides, de se diriger à 25 nœuds vers les navires japonais avariés, pour les achever au canon. Mais le commandant de la IIIe Flotte commençait à recevoir des messages très alarmistes du vice-amiral Kinkaid, commandant la VIIe Flotte, au sujet du combat qui se déroulait au large de Samar entre les cuirassés et les croiseurs lourds du vice-amiral Kurita et des porte-avions d'escorte de la VIIe Flotte. Il a donc demandé au vice-amiral McCain qui maintenant marchait cap au nord pour rallier les autres Task Groupes de la TF 38, de lancer, aussitôt que possible, une attaque contre la “Force centrale” du vice-amiral Kurita. Mais l'amiral Halsey a continué d'avancer vers le nord, avec son navire amiral, l'USS New Jersey, les cuirassés modernes et les grands croiseurs, constitués en Task Force 34, aux ordres du vice-amiral Lee. Vers 10 h, peu avant que le vice-amiral Mitscher ait lancé une deuxième attaque, l'amiral Halsey, qui avait déjà reçu cinq appels désespérés du vice-amiral Kinkaid, reçut cette fois un message de l'amiral Nimitz qui demandait, de Pearl Harbour, « Où est la Task Force 34 ? Le monde s'interroge », ce qu'il ressentit comme une critique. Et à 11 h 15, alors que les navires japonais immobilisés n'étaient plus qu'à 40 nautiques, il a ordonné aux cuirassés rapides de mettre cap au sud. L'amiral Halsey parti vers le sud, avec les cuirassés rapides, trois grands croiseurs légers et le Task Group 38.2, il restait au vice-amiral Mitscher, disposant des deux Task Groups 38.3 et 38.4, à en finir avec la “Force du Nord”, le vice-amiral Ozawa continuant, cap au nord, avec ses navires les moins endommagés.

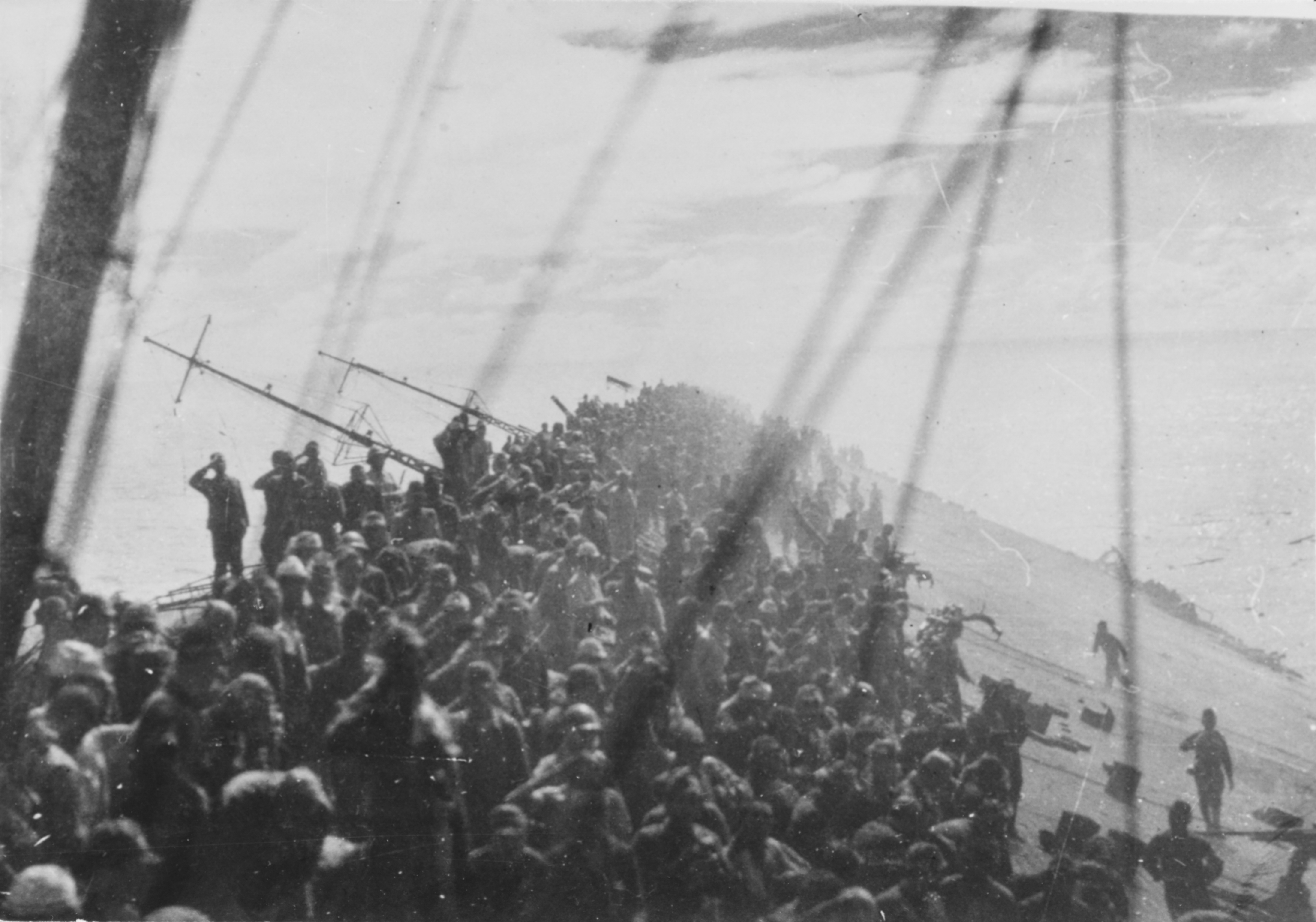
L'équipage du Zuikaku salue le pavillon avant d'abandonner le porte-avions dans l'après midi du 25 octobre

Dans l'après-midi le vice-amiral Mitscher a donc lancé deux nouvelles vagues d'attaque. La première, vers 13 h 30, est venue à bout du Zuikaku, touché par des bombes perforantes d'une demi-tonne de douze bombardiers de l'USS Lexington et de neuf “Helldivers” de l'USS Essex. Dernier porte-avions japonais ayant participé à l'attaque de Pearl Harbor, le Zuikaku a coulé vers 14 h 30. Vers 15 h, le Zuiho qui, bien qu'avarié, était resté manœuvrant, a été coulé à son tour,.
Restait le Chiyoda, immobilisé depuis le matin, mais flottant toujours. Le vice-amiral Mitscher va alors constituer un Task Group 30.3 dont il confie le commandement au contre-amiral DuBose, avec deux croiseurs lourds et deux grands croiseurs légers qui avaient été remis à sa disposition par l'amiral Halsey, car ils faisaient partie des TG 38.3 et TG 38.4. La mission du TG 30.3 aura été la même que celle de la TF 34 précédemment, à cette différence près que le vice-amiral Ozawa disposait encore de deux cuirassés armés chacun de huit canons de 14 pouces (356 mm), alors que le vice-amiral Mitscher ne disposait plus d'aucun cuirassé. Averti qu'il n'y avait aucun cuirassé aux alentours du Chiyoda, le Task Group 30.3 est allé le canonner. L'équipage du Chiyoda qui ne l'avait pas abandonné, a riposté. Le porte-avions léger japonais, en flammes, a coulé vers 16 h 30. Une dernière attaque aérienne, après 17 h, contre les Ise et Hyuga, ne leur a infligé que de légers dommages. Les croiseurs américains ont ensuite attaqué plusieurs petits bâtiments japonais avariés. Vers 19 h 30, pensant avoir en face de lui deux cuirassés, le vice-amiral Ozawa a décidé de faire demi-tour, et a marché avec ses deux cuirassés à la rencontre des bâtiments américains. Mais la nuit étant tombée, et ses destroyers commençant à être à court de mazout, le contre-amiral DuBose a fait demi-tour vers 21 h 50. Ne rencontrant personne, l'amiral japonais a remis cap au nord, vers le Japon.

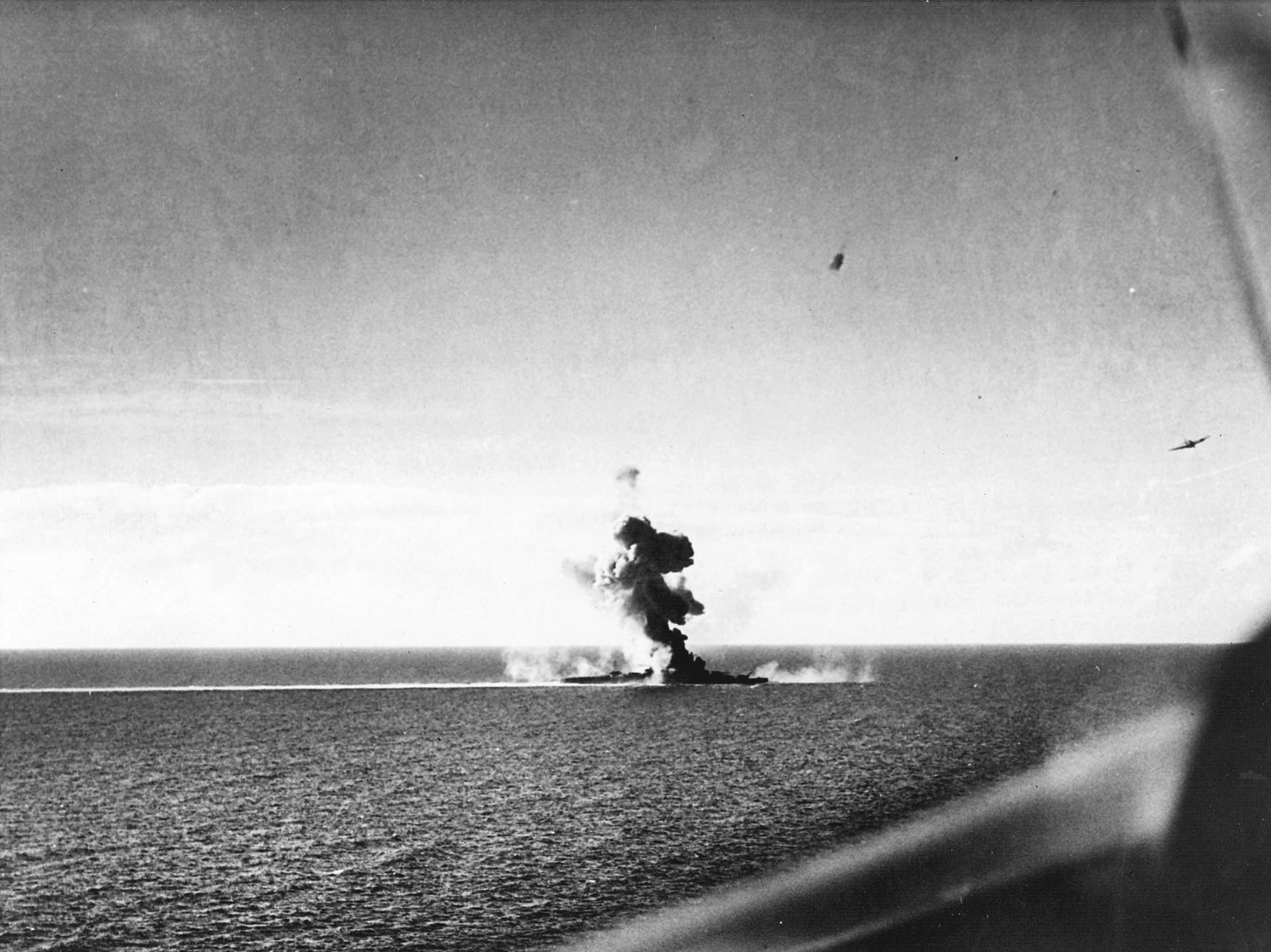
Le Kumano attaqué par l'aviation embarquée de l', le 26 octobre, en mer de Sibuyan.

L'amiral Halsey, quant à lui, n'avait pas voulu pas se lancer vers le sud avec les cuirassés rapides, sans une escorte de destroyers, il a donc dû attendre que ses petits bâtiments aient refait leurs pleins, qui ont été achevés vers 16 h. Pendant ce temps, le vice-amiral Kurita a longuement délibéré avec son état-major sur la conduite à tenir, essayant de rassembler le maximum d'informations sur ce qu'il était advenu des forces du vice-amiral Nishimura et du vice-amiral Ozawa. Il semble que le destroyer Shigure, seul rescapé de la force du vice-amiral Nishimura, n'ait pas émis de rapport avant midi, et on a vu les problèmes de radio-transmission rencontrés par le vice-amiral Ozawa. Le vice-amiral Kurita a donc tergiversé, ce qui a beaucoup inquiété le vice-amiral Kinkaid, avant de se résoudre en début d'après-midi à ne pas continuer vers le golfe de Leyte, et à mettre cap au nord, à la recherche de la IIIe Flotte américaine qui était beaucoup plus au nord qu'il ne le croyait. Vers 13 h, l'attaque aérienne lancée à la limite de leur rayon d'action par 98 appareils du TG 38.1 du vice-amiral Mac Cain, n'a pas eu grands résultats, pas plus que celle lancée plus tard par 46 appareils de la Taffy 2 (TU 77.4.2) du contre-amiral Stump. Ces attaques ont été renouvelées dans l'après-midi, sans plus de résultats. Vers 17 h 30, soucieux de ne plus être, le lendemain, à portée des appareils de la IIIe Flotte, le vice-amiral Kurita a fait mettre le cap sur le détroit de San-Bernardino, et marchant à 24 nœuds, il l'a franchi sans encombre vers 22 h. Les éléments les plus avancés de l'amiral Halsey en étaient encore à une quarantaine de nautiques, soit à deux heures de mer. Vers 0 h 25, l'amiral américain a arrêté la poursuite, mais ses grands croiseurs ont attaqué et coulé dans la nuit de petites unités japonaises qui n'avaient pas encore atteint le détroit, s'étant attardées pour recueillir des naufragés. Ce fut le cas du destroyer Nowaki, qui a disparu corps et biens, avec les rescapés du croiseur lourd Chikuma.
Les porte-avions de la IIIe Flotte ont harcelé, dans la journée du 26 octobre, les navires japonais en retraite dans la mer de Sibuyan. Des attaques ont été lancées, dans le détroit de Tablas, contre les navires de la « Force centrale », en train de se replier puis se sont concentrées sur des navires japonais avariés qui se retiraient. Le Kumano a été gravement touché et le croiseur léger Noshiro coulé.
Les TG 38.1, 3 et 4 sont rentrés à Ulithi, le 30 octobre, où, après dix mois à la tête de la Task Force des Porte-avions Rapides, le vice-amiral Mitscher a passé le commandement de la Task Force 38 au vice amiral McCain et est rentré aux États-Unis.
Pour son action dans la bataille du golfe de Leyte du 20 au 30 octobre 1944, le vice-amiral Mitcher a été cité une deuxième fois au titre de la Navy Cross, donc avec adjonction d'une étoile d'or sur le ruban de sa médaille.

##### À la tête de la Task Force 58, devant Iwo Jima et Okinawa (février-mai 1945)
La reconquête des Philippines, après les débarquements sur Leyte, Mindoro et Luçon fut l'occasion de durs combats, où la couverture aérienne fournie par la flotte américaine exposa celle-ci aux attaques de l'aviation japonaise et en particulier des kamikaze. Ces combats se poursuivront plusieurs mois. Le 26 janvier, l'amiral Spruance est appelé à remplacer l'amiral Halsey et le vice-amiral Mitscher a pris la suite du vice-amiral McCain, à la tête de ce qui s'est appelée derechef et respectivement la Ve Flotte et la Task Force 58.

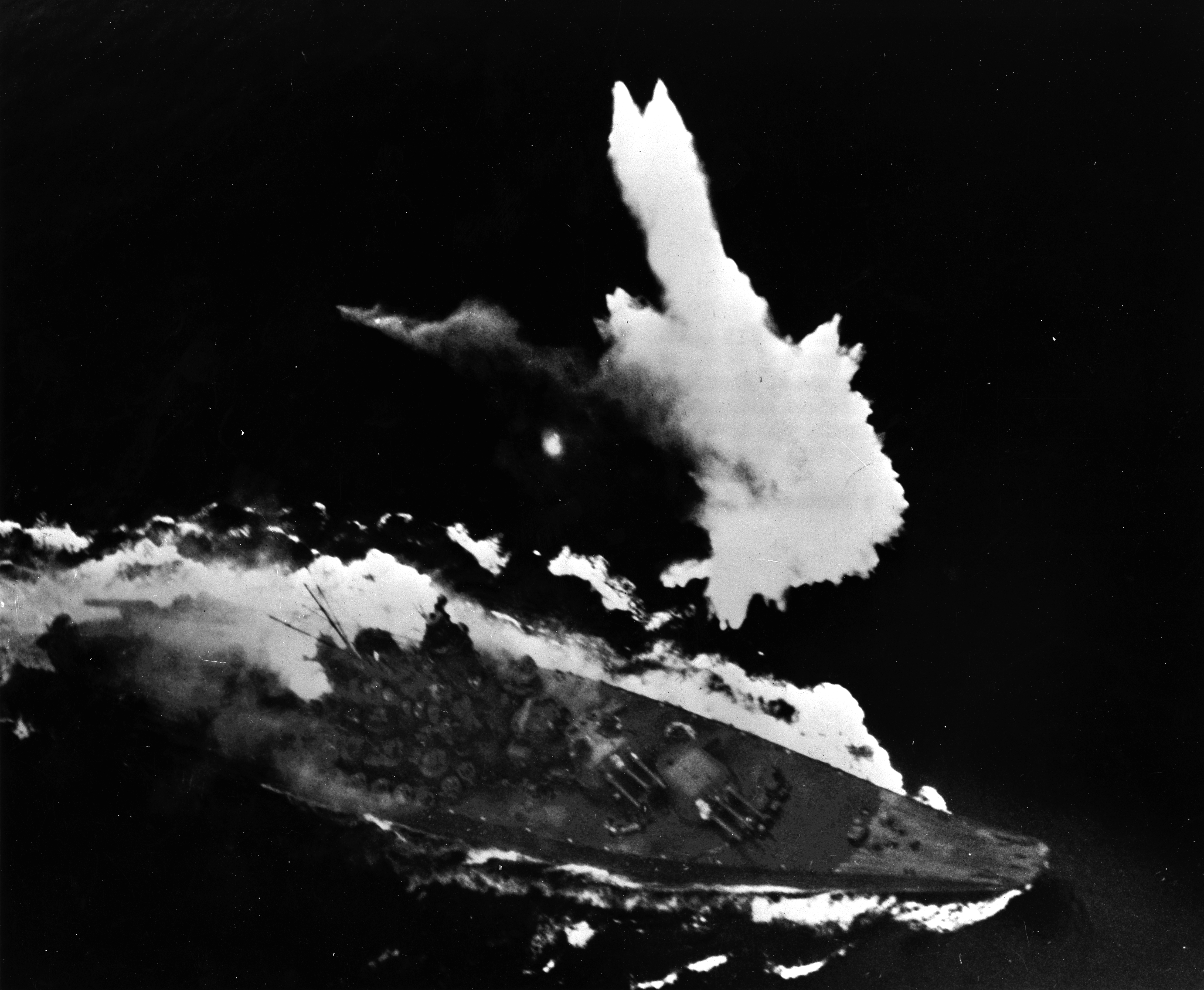
Le cuirassé Yamato sous les bombes, le 7 avril 1945

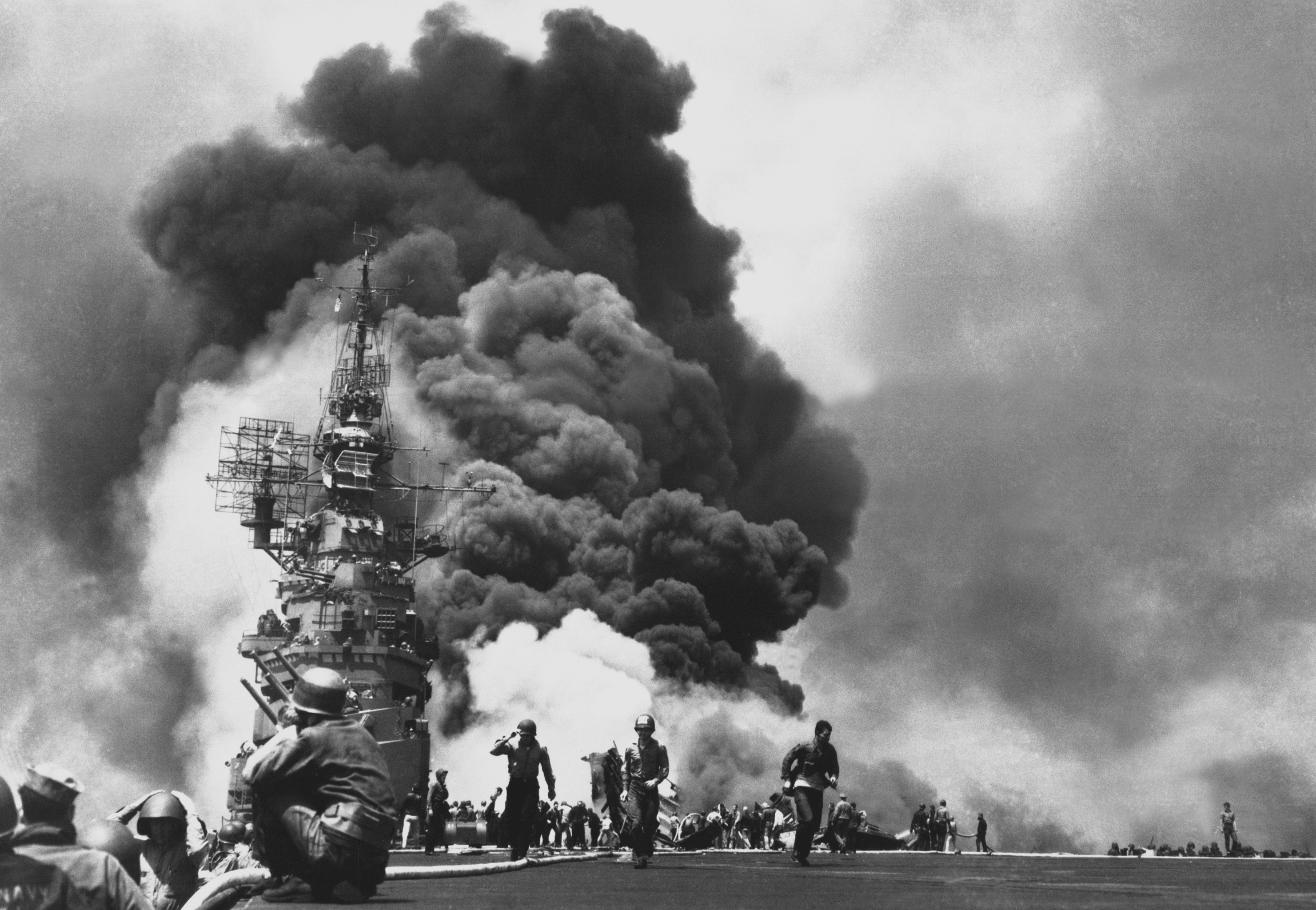
Le 11 mai, deux kamikaze atteignent l', sur lequel le vice-amiral Mitscher a sa marque

Dès le 19 février, les marines débarquent sur Iwo Jima, dans le but d'y baser la chasse américaine qui pourra ainsi accompagner les B-29 “Superfortresses” dans la dernière partie de leur vol des îles Mariannes vers le Japon. Au cours de la batailles d'Iwo Jima, les attaques de l'aviation japonaise ont entrainé de lourdes pertes et de gros dégâts. Ainsi, le 21 février, l'USS Saratoga a été très gravement endommagé, et l'USS Bismarck Sea coulé,.

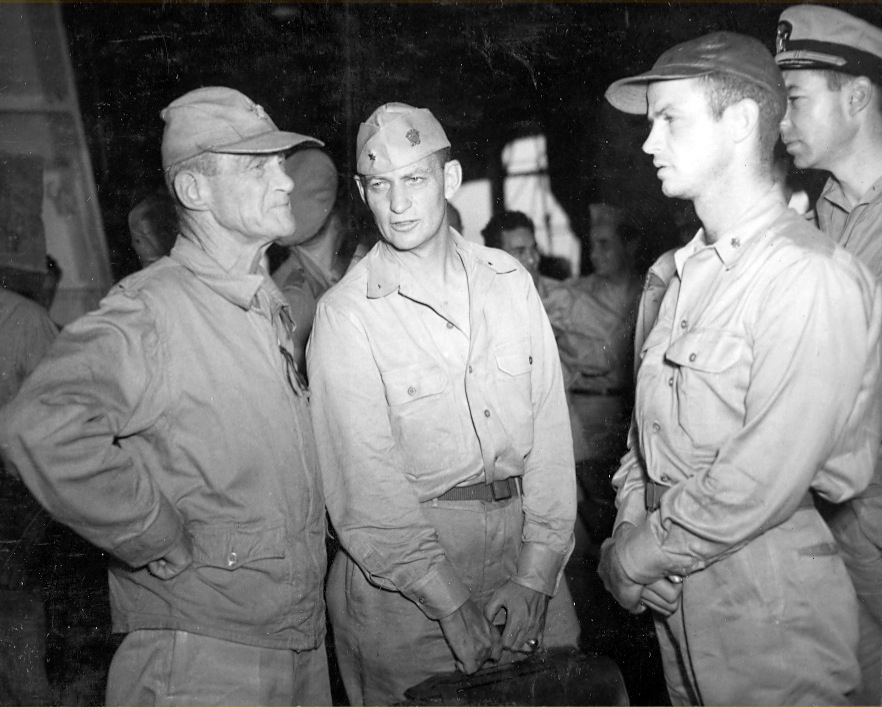
L'amiral Mitscher et son chef d'état-major Arleigh Burke sont accueillis à bord de l'USS Enterprise après que l'USS Bunker Hill a été gravement endommagé.

Pendant les bombardements de l'aviation embarquée américaine sur les bases de Kyūshū, le 19 mars 1945, l'USS Franklin a eu plus de huit cents marins tués, a dû être envoyé en réparation sur le côte est des États-Unis, et n'a jamais retrouvé le service actif. Les USS Enterprise, Yorktown, Wasp ont été également endommagés par les bombardiers japonais. Le 30 mars, le croiseur USS Indianapolis, sur lequel l'amiral Spruance, avait sa marque a été si gravement endommagé qu'il a dû rentrer aux États-Unis pour y être réparé jusqu'à la fin juillet. L'amiral a transféré sa marque sur le cuirassé USS New Mexico.
Pour la défense d'Okinawa, où les forces américaines débarquent le 1er avril, le Haut Commandement naval japonais a envoyé le cuirassé géant Yamato dans une mission prévue sans retour, puisqu'il n'avait assez de mazout que pour aller jusqu'à Okinawa. C'est l'aviation embarquée de la Task Force 58 qui l'a envoyé par le fond, le 7 avril, à 200 km de son objectif. L'aviation japonaise basée au Japon ou à Formose a eu une bien plus redoutable efficacité, avec 1 400 attaques de kamikaze qui ont représenté 50 % des attaques aériennes menées d'avril à juin. En furent notamment victimes les USS Enterprise, le 11 avril, et Intrepid, le 16 avril.

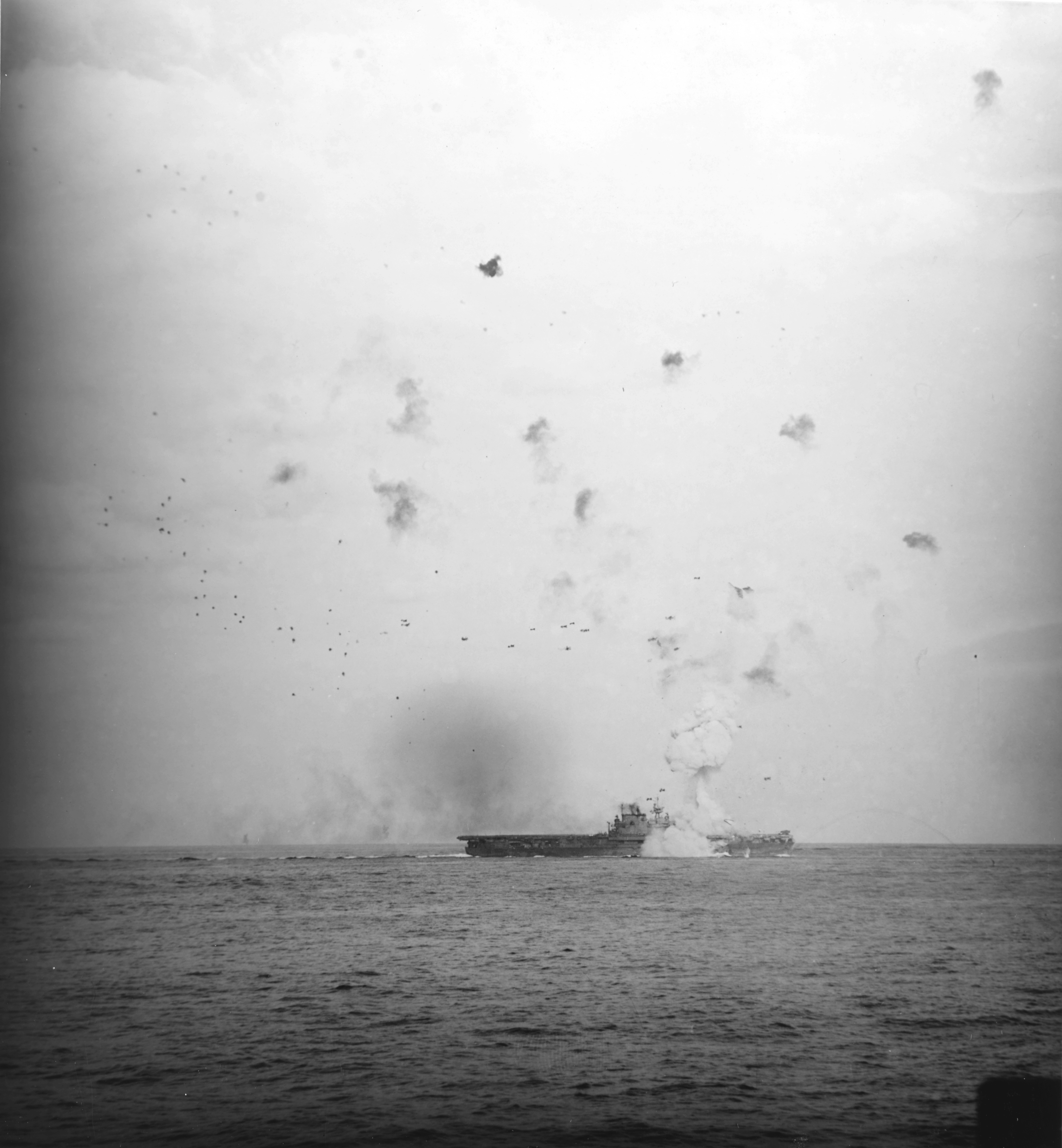
L’Enterprise touché par une bombe d'un kamikaze le 14 mai 1945. L'un des ascenseurs est soufflé à plus de 120 mètres au-dessus du navire.

En tournée d'inspection en avril, l'amiral de la flotte Nimitz, prenant en compte la fatigue résultant de la tension ressentie par Raymond Spruance et Marc Mitscher après deux mois de campagne au large d'Iwo Jima et d'Okinawa, sous les coups des kamikaze, a décidé de les remplacer sous trente jours, que la conquête d'Okinawa soit achevée ou non.
Le 11 mai, l'USS Bunker Hill, navire-amiral du vice-admiral Mitscher, a été atteint par deux fois par deux kamikaze Seizō Yasunori et Kiyoshi Ogawa, en particulier à l'îlot, il y eut de lourdes pertes sur la passerelle, et le commandant de la TF 58 a dû transférer sa marque sur l'USS Enterprise. L'USS Bunker Hill, comme précédemment l'USS Franklin, n'a jamais retrouvé le service actif. Le 12 mai, le cuirassé USS New Mexico, sur lequel l'amiral Spruance avait alors sa marque, a été encore une fois endommagé par les kamikaze. Le 14 mai, l'USS Enterprise étant une fois de plus atteint par des kamikaze, le vice-amiral Mitscher a dû transférer sa marque cette fois sur l'USS Randolph ,.
Le 26 mai 1945, Raymond Spruance et Marc Mitscher ont été remplacés par William Halsey et John McCain à la tête de ce qui était à nouveau la IIIe Flotte et la TF 38. La conquête d'Okinawa n'a été achevée qu'un mois plus tard.
Pour son action dans le Pacifique occidental du 27 janvier au 27 mai 1945, devant Iwo Jima et Okinawa, et nommément pour la destruction du Yamato, le vice-amiral Mitcher a été cité une troisième fois au titre de la Navy Cross, donc avec adjonction d'une seconde étoile d'or sur le ruban de sa médaille,.
Le 14 août 1945, le vice-amiral Mitscher a été nommé, à Washington, adjoint au Chef des Opérations Navales pour l'Aviation ,.

### Après-guerre
Le vice-amiral Mitscher, pressenti pour le poste de Chef des Opérations Navales, décline cette proposition, préférant un commandement à la mer. Promu amiral, il reçoit le 1er mars 1946 le commandement de la 8e Flotte, puis en septembre, le Commandement-en-Chef de la Flotte de l'Atlantique,.
Dans le débat, très violent, dans l'immédiat après-guerre, sur les conditions d'utilisation de l'arme atomique, opposant les partisans de l'aviation stratégique prônant l'intégration de l'aéronautique navale au sein d'une nouvelle US Air Force aux partisans du maintien de l'aéronautique navale au sein de l'U.S. Navy, il prend publiquement position en faveur de cette dernière formule.
Il décède le 3 février 1947, à Norfolk d'une thrombose coronaire, et est enterré au cimetière national d'Arlington.
Deux bâtiments de l'U.S.Navy ont porté le nom de Mitscher, un destroyer conducteur de flottille (en anglais : destroyer leader) l'USS Mitscher (DL-2), en service de 1953 à 1978, puis l'USS Mitscher  (DDG-57) de la classe Arleigh Burke, mis en service en 1994.

## Principales décorations
|                                                       |                                                                                        |
| Insigne d'aviateur naval                              |                                                                                        |
| Gold star · Gold star                                 | Navy Cross avec deux étoiles d'or pour 3 citations                                     |
| Gold star · Gold star                                 | Navy Distinguished Service Medal avec deux étoiles d'or pour 3 citations               |
| V                                                     | Legion of Merit avec agrafe de combat “Valor”                                          |
| Bronze star · Bronze star                             | Presidential Unit Citation (United States) avec deux étoiles                           |
|                                                       | Mexican Service Medal                                                                  |
| Bronze star                                           | Médaille Interalliée (Ètats-Unis) avec agrafe Escorteur                                |
| Bronze star                                           | American Defense Service Medal avec agrafe Atlantique                                  |
|                                                       | American Campaign Medal                                                                |
| Silver star · Bronze star · Bronze star · Bronze star | Médaille de la Campagne Asie-Pacifique avec une étoile d'argent et 3 étoiles de bronze |
|                                                       | Médaille de la Victoire de la Seconde Guerre Mondiale                                  |
|                                                       | Royaume-Uni – Compagnon de l'Ordre du Bain                                             |
| Bronze star · Bronze star                             | Philippines Médaille de la Libération des Philippines avec 2 étoiles                   |
|                                                       | Portugal - Commandeur de l'Ordre de la Tour et de l'Épée                               |

### En anglais
- (en) C. Vann Woodward, The battle for Leyte Gulf, New York, Ballantine Books, 1947
- (en) H.T. Lenton, Navies of the Second World War American battleships, carriers and cruisers, Londres, Macdonald&Co Publishers Ltd, 1968 (ISBN 0-356-01511-4)
- (en) Shuppan Kyodo-sha, Navies of the Second World War Japanese battleships and cruisers, Macdonald & Co Publishers Ltd., 1968 (ISBN 0-356-01475-4)
- (en) Shuppan Kyodo-sha, Navies of the Second World War Japanese aircraft carriers and destroyers, Macdonald & Co Publishers Ltd., 1968 (ISBN 0-356-01476-2)
- (en) George Gay, Sole Survivor : A Personal Story about the Battle of Midway, Naples, Floride, Midway Publishers, 1979, 320 p. (ISBN 0-938300-08-3)
- (en) Theodore L. Taylor, The Magnificent Mitscher, Annapolis, Maryland., Naval Institute Press, 1991, 364 p. (ISBN 1-55750-800-3)
- (en) Jonathan Parshall et Anthony Tully, Shattered Sword : The Untold Story of the Battle of Midway, Dulles (Virginie), Potomac Books, 2005, 613 p. (ISBN 1-57488-923-0, lire en ligne)Reprend des sources japonaises récemment traduites
- (en) E. B. Potter, Admiral Arleigh Burke, U.S. Naval Institute Press, 2005, 494 p. (ISBN 978-1-59114-692-6)

### En français
- Oliver Warner, Geoffrey Bennett, Donald G.F.W. Macyntire, Franck Uehling, Desmond Wettern, Antony Preston et Jacques Mordal (trad. de l'anglais), Histoire de la guerre sur mer : des premiers cuirassés aux sous-marins nucléaires, Bruxelles, Elsevier Sequoia, 1976 (ISBN 2-8003-0148-1)
- Antony Preston, Histoire des Destroyers, Paris, Fernand Nathan Éditeurs, 1980 (ISBN 2-09-292039-1)
- Antony Preston (trad. de l'anglais), Histoire des Porte-Avions, Paris, Fernand Nathan Éditeurs, 1980, 191 p. (ISBN 2-09-292040-5)
- Antony Preston, Histoire des croiseurs, Paris, Fernand Nathan Éditeurs, 1981, 191 p. (ISBN 978-2-09-292027-5)
- Philippe Masson, Histoire des batailles navales : de la voile aux missiles, Paris, Éditions Atlas, 1983, 224 p. (ISBN 2-7312-0136-3)
- Bernard Ireland, Cuirassés du 20e siècle, St-Sulpice (Suisse), Éditions Airelles, 2004 (ISBN 2-88468-038-1)